# Ocupação alemã das Ilhas do Canal

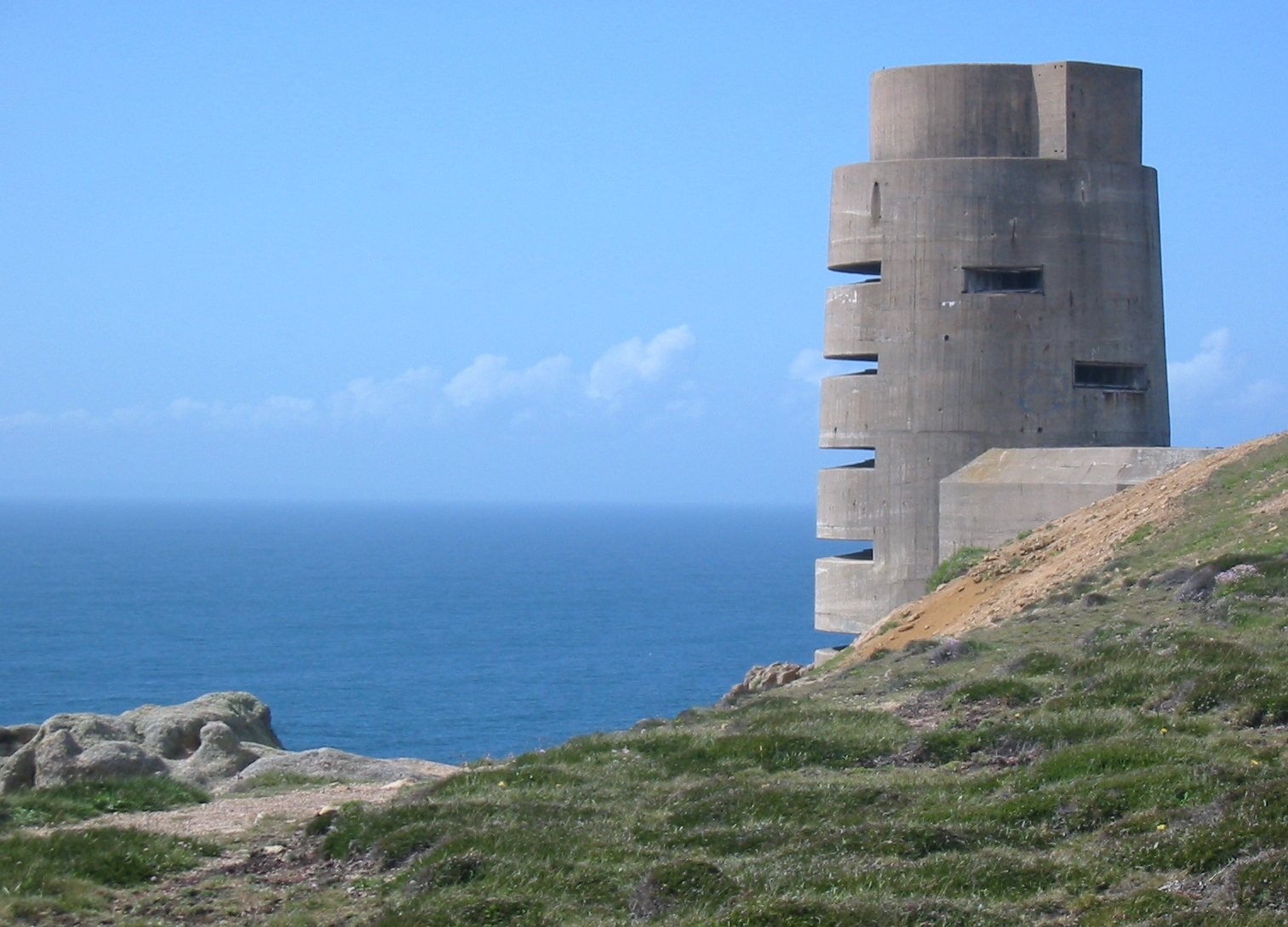
Como parte da Muralha do Atlântico, entre 1940 e 1945, as forças de ocupação alemãs e a Organização Todt construíram fortificações ao redor da costa das Ilhas do Canal, como esta torre de observação em Battery Moltke.

A ocupação militar das Ilhas do Canal pela Alemanha Nazista durou durante a maior parte da Segunda Guerra Mundial, de 30 de junho de 1940 até a libertação em 9 de maio de 1945. O Bailiado de Jersey e o  Bailiado de Guernsey são dependências da Coroa Britânica no Canal da Mancha, perto da costa da Normandia. As Ilhas do Canal foram a única parte de jure do Império Britânico na Europa a ser ocupada pela Alemanha Nazista durante a guerra. Os aliados da Alemanha, Itália e Japão, também ocuparam territórios britânicos na África e na Ásia, respectivamente.
Antecipando uma vitória rápida sobre a Grã-Bretanha, as forças de ocupação alemãs experimentaram inicialmente utilizar uma abordagem moderada à população não judia, apoiada por colaboradores locais. No entanto, a situação piorou gradualmente e terminou em quase fome tanto para os ocupantes como para os ocupados no inverno de 1944-1945. A resistência armada dos ilhéus à ocupação alemã foi quase inexistente. Muitos ilhéus foram empregados pelos alemães, e a Alemanha importou milhares de trabalhadores não-livres para construir extensas obras defensivas. Os líderes das ilhas mantiveram alguma autoridade, independência e autonomia em relação aos ocupantes alemães.

Mapa das Ilhas do Canal

## Antes da ocupação

### Primeiros meses da Segunda Guerra Mundial
Entre 3 de Setembro de 1939, quando o Reino Unido declarou guerra à Alemanha, e 9 de Maio de 1940, pouco mudou nas Ilhas do Canal. Ao contrário do Reino Unido, o recrutamento não existia, mas várias pessoas viajaram para a Grã-Bretanha para se juntarem como voluntários. A horticultura e o comércio turístico continuaram como antes; o governo britânico relaxou as restrições às viagens entre o Reino Unido e as Ilhas do Canal em março de 1940, permitindo que os turistas do Reino Unido tirassem férias para levantar o moral nos tradicionais resorts da ilha.  Em 10 de maio de 1940, a Alemanha atacou os Países Baixos, a Bélgica e o Luxemburgo por via aérea e terrestre, aproximando a guerra. A Batalha da França estava atingindo seu clímax no Dia do Império, 24 de maio, quando o Rei Jorge VI dirigiu-se aos seus súditos por rádio, dizendo: "A luta decisiva está agora sobre nós... Que ninguém se engane; não é mera conquista territorial. que nossos inimigos estão buscando. É a derrubada, completa e final, deste Império e de tudo o que ele representa, e depois disso a conquista do mundo. E se a vontade deles prevalecer, eles trarão para sua realização todo o ódio e crueldade que eles já demonstraram." 
Em 11 de junho de 1940, como parte do esforço de guerra britânico na Batalha da França, uma surtida aérea de longo alcance da Força Aérea Real realizada por 36 bombardeiros Whitley contra as cidades italianas de Turim e Gênova partiu dos aeródromos de Jersey e Guernsey, como parte da Operação Haddock.  As condições meteorológicas resultaram em apenas dez Whitleys atingindo os alvos pretendidos.  Dois bombardeiros foram perdidos em combate. 

### Desmilitarização
Em 15 de junho, após a derrota dos Aliados na Batalha de França, o governo britânico decidiu que as Ilhas do Canal não tinham importância estratégica e não seriam defendidas, mas não informou a Alemanha. Apesar da relutância do primeiro-ministro Winston Churchill, o governo britânico desistiu da posse mais antiga da Coroa "sem disparar um único tiro".  As Ilhas do Canal não serviram a nenhum propósito para os alemães além do valor propagandístico da ocupação do território britânico. As "Ilhas do Canal foram desmilitarizadas e declaradas... uma cidade aberta". 
Em 16 de junho de 1940, os vice-governadores de cada ilha foram instruídos a disponibilizar o maior número possível de barcos para ajudar a evacuar os soldados britânicos de Saint-Malo. Guernsey estava muito longe para ajudar em tão pouco tempo. O oficial de justiça de Jersey pediu ajuda ao Saint Helier Yacht Club. Quatro iates partiram imediatamente e outros quatorze ficaram prontos em 24 horas. Os primeiros iates chegaram a Saint-Malo na manhã de 17 de junho e embarcaram tropas da costa para os navios de transporte que os aguardavam; os iates restantes de Jersey chegaram em 18 de junho e ajudaram a retirar os últimos grupos de terra. 
Em 17 de junho de 1940, um avião chegou a Jersey vindo de Bordéus, evacuando o General da Brigada Charles de Gaulle.  Depois do café e do reabastecimento, o avião seguiu para Heston, nos arredores de Londres, onde no dia seguinte o general fez o seu apelo histórico de 18 de junho ao povo francês na BBC. As últimas tropas deixaram as ilhas em 20 de junho, partindo tão rapidamente que deixaram para trás roupas de cama e refeições meio consumidas no Castelo Cornet.  Os caças Hawker Hurricane do Esquadrão No. 501 da RAF chegaram a Jersey vindos de Dinard, na França, em 17 de junho, e foram evacuados para a Inglaterra em 21 de junho.

### Evacuação

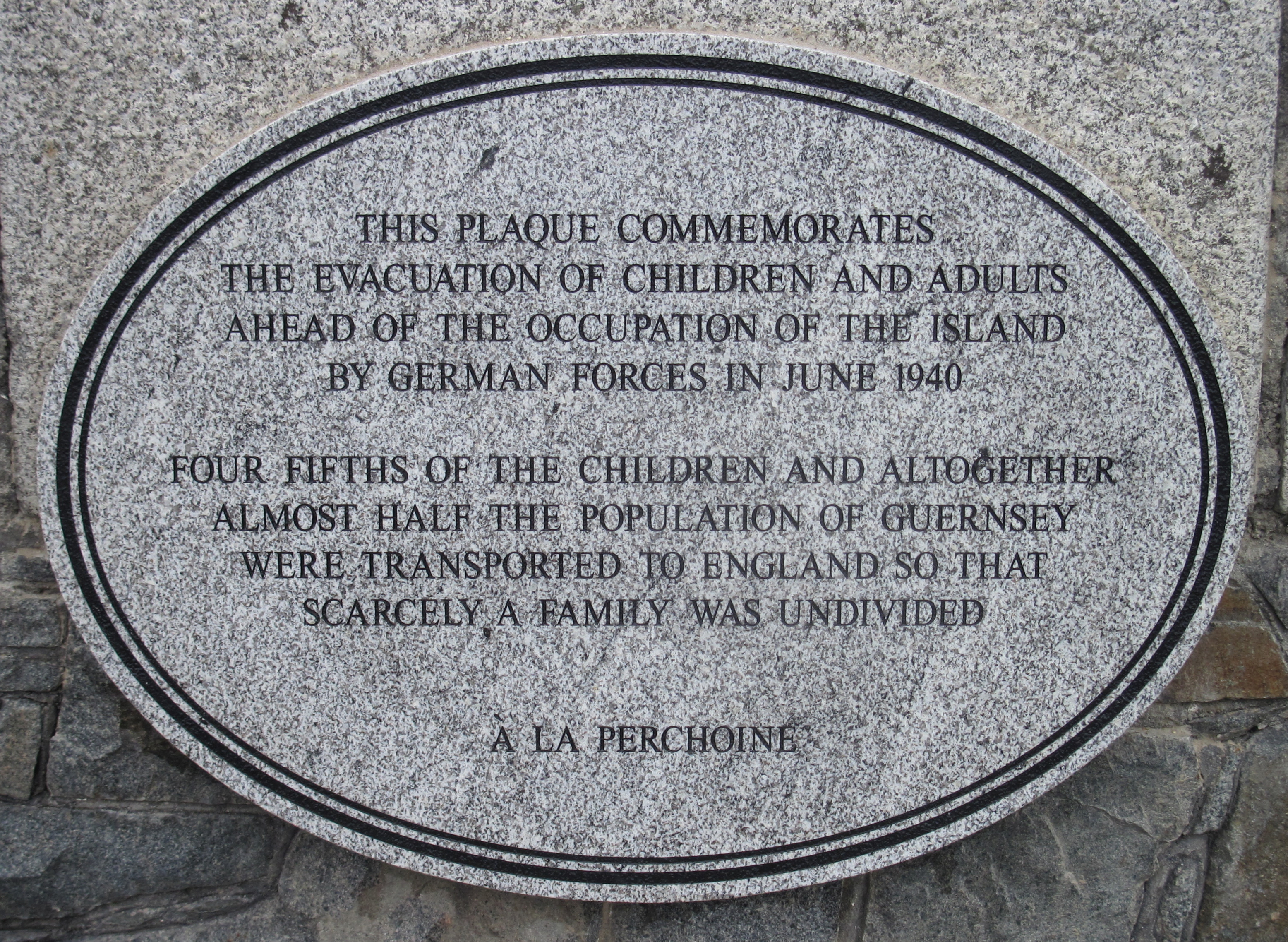
Memorial em Saint Peter Port: "Esta placa comemora a evacuação de crianças e adultos antes da ocupação da ilha pelas forças alemãs em junho de 1940. Quatro quintos das crianças e no total quase metade da população de Guernsey foram transportados para a Inglaterra para que dificilmente uma família era indivisa. À la perchoine."

A compreensão da necessidade de evacuação de civis das Ilhas do Canal veio muito tarde. Sem planeamento e com o sigilo mantido, as comunicações entre os mesmos governos insulares e o Reino Unido ocorreram no meio de confusão e má interpretação. As opiniões dividiram-se e o caos se instalou à medida que as ilhas adoptavam políticas diferentes. O governo britânico decidiu disponibilizar o maior número possível de navios para que os ilhéus que quisessem partir tivessem a opção.
As autoridades de Alderney não tinham comunicação direta com o Reino Unido e recomendaram que todos os ilhéus evacuassem. Todos, exceto alguns, fizeram isso. Dama de Sark, Sibyl Hathaway encorajou todos a ficarem. Guernsey evacuou 80% das crianças em idade escolar, dando aos pais a opção de manter os filhos com eles ou evacuá-los com a escola. :193 Em 21 de Junho, tornou-se evidente para o governo de Guernsey que seria impossível evacuar todos os que quisessem partir e que teria de ser dada prioridade a categorias especiais durante o tempo restante. As mensagens em Guernsey tornaram-se anti-evacuação; no total, 5.000 crianças em idade escolar e 12.000 adultos de uma população de 42.000 habitantes foram evacuados. Em Jersey, onde as crianças estavam de férias para ajudar na colheita da batata, 23.000 civis registaram-se para partir, mas a maioria dos ilhéus, :81 seguindo o conselho consistente do governo da ilha, optou por ficar com apenas 6.600 dos 50.000 saindo. A vizinha Cherbourg já estava ocupada pelas forças alemãs antes dos barcos de evacuação oficiais começarem a partir em 20 de junho; o último oficial partiu em 23 de junho,  embora barcos postais e cargueiros continuassem a fazer escala nas ilhas até 28 de junho. :81

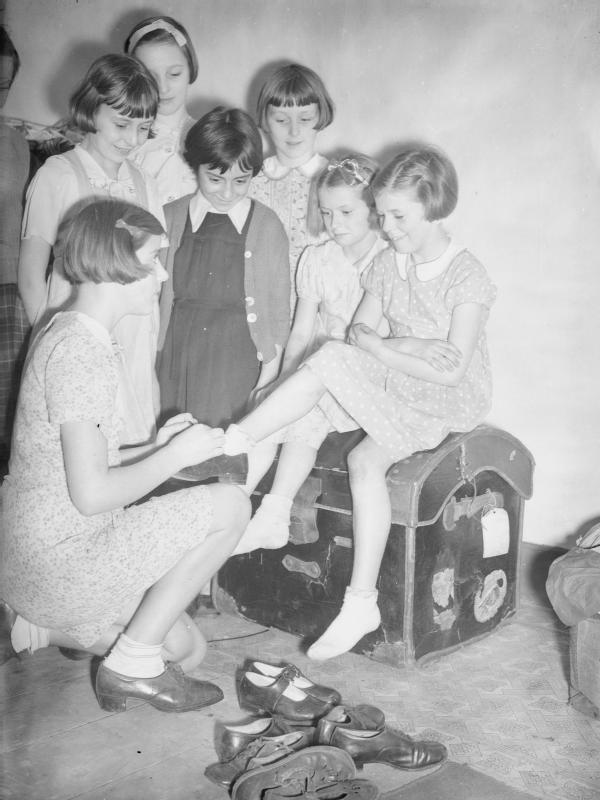
1940: Um grupo de meninas evacuadas das Ilhas do Canal para Marple, na Grã-Bretanha continental, experimenta roupas e sapatos doados pelos Estados Unidos.

A maioria das crianças evacuadas foram separadas dos pais. Alguns foram auxiliados financeiramente pelo "Plano de Pais Adotivos para Crianças Afetadas pela Guerra", segundo o qual cada criança era patrocinada por um americano rico. A primeira-dama Eleanor Roosevelt patrocinou uma garota chamada Paulette. 

### Governo de emergência
O Ministério do Interior instruiu os vice-governadores que, em caso de destituição dos representantes da Coroa, os oficiais de justiça deveriam assumir as suas responsabilidades e que os oficiais de justiça e oficiais da Coroa deveriam permanecer nos seus postos. O vice-governador de Jersey discutiu com o oficial de justiça de Jersey a exigência de continuar a administração sob ordens alemãs. O oficial de justiça considerou esta cera contrária ao seu juramento de fidelidade, mas foi instruído de outra forma. 
Foram feitos acordos de última hora para permitir que a administração britânica continuasse legalmente sob ocupação. A retirada dos vice-governadores em 21 de junho de 1940 e o corte de contato com o Conselho Privado impediram o consentimento real às leis aprovadas pelas legislaturas.  Os oficiais de justiça assumiram as funções civis, mas não militares, dos vice-governadores.  Os governos tradicionais dos bailiwicks baseados no consenso não eram adequados para uma acção executiva rápida e, portanto, confrontados com uma ocupação iminente, adoptaram instrumentos de governo mais pequenos. As legislaturas reuniram-se em público; órgãos executivos menores que poderiam se reunir a portas fechadas permitiram uma discussão mais livre de questões como a extensão do cumprimento das ordens alemãs. 
Em Guernsey, os Estados de Deliberação votaram em 21 de junho de 1940 para entregar a responsabilidade pelos assuntos da ilha a um comitê de controle, sob o comando do procurador-geral Ambrose Sherwill MC, de 50 anos, escolhido por ser mais jovem e mais robusto do que o oficial de justiça de 69 anos, Victor Carey. :45 Os Estados de Jersey aprovaram o Regulamento de Defesa (Transferência de Poderes) (Jersey) de 1940 em 27 de junho de 1940 para amalgamar os comitês executivos em oito departamentos, cada um membro do Estado. Os presidentes e oficiais da Coroa constituíam o Conselho Superior sob o comando do oficial de justiça Capitão Alexander Coutanche, de 48 anos. 

### Invasão

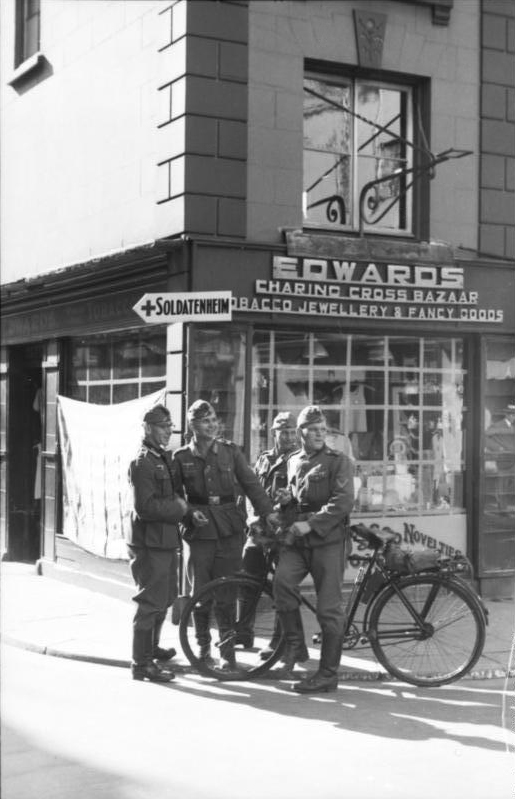
Soldados alemães em Jersey

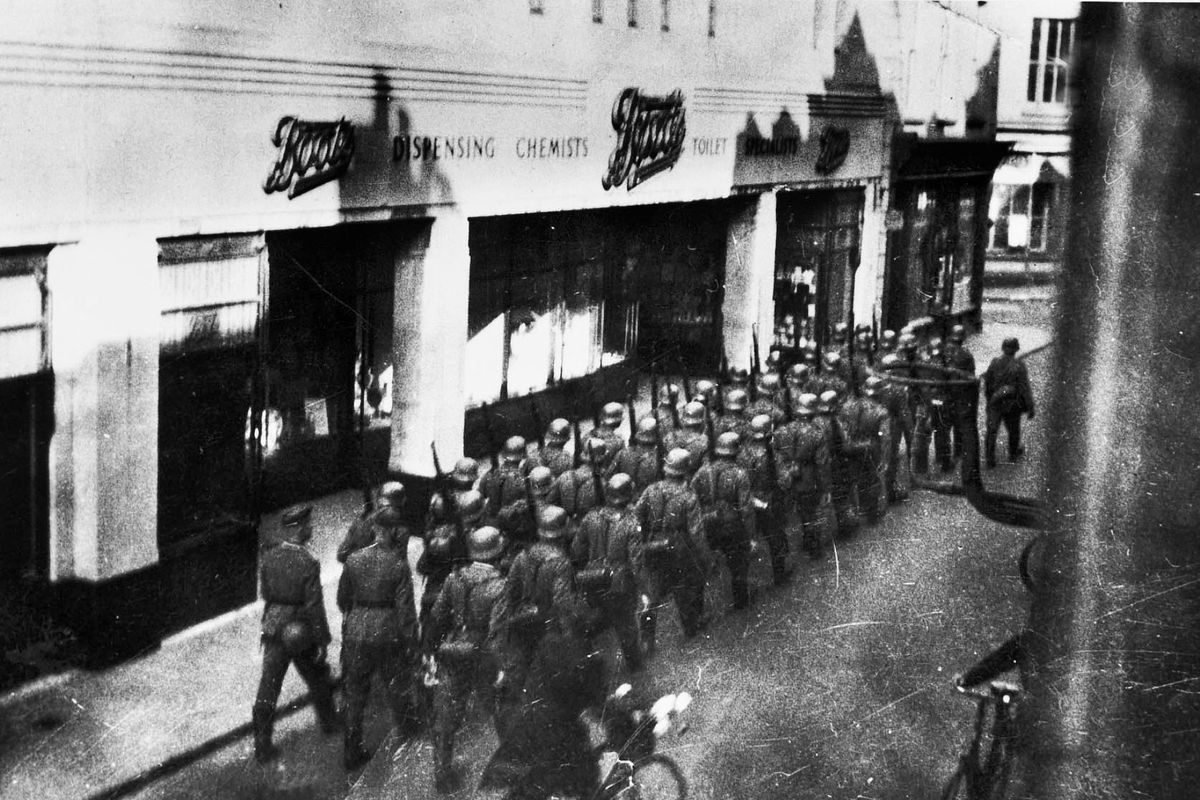
Soldados alemães marchando em frente a uma farmácia Boots nas Ilhas do Canal Britânicas, década de 1940

Os alemães não perceberam que as ilhas tinham sido desmilitarizadas (as notícias da desmilitarização foram suprimidas até 30 de junho de 1940)  e abordaram-nas com cautela. Os voos de reconhecimento foram inconclusivos. Em 28 de junho de 1940, enviaram um esquadrão de bombardeiros sobre as ilhas e bombardearam os portos de Guernsey e Jersey. Em St. Peter Port, principal cidade de Guernsey, alguns caminhões alinhados para carregar tomates para exportação para a Inglaterra foram confundidos pelos voos de reconhecimento com transportadores de tropas. Um ataque semelhante ocorreu em Jersey, onde nove morreram. No total, 44 ilhéus foram mortos nos ataques. A BBC transmitiu uma mensagem tardia de que as ilhas haviam sido declaradas "cidades abertas" e no final do dia relatou o bombardeio alemão na ilha. :7
Enquanto a Wehrmacht preparava a Operação Grünpfeil (Arqueiro Verde), uma invasão planejada das ilhas com tropas de assalto compostas por dois batalhões, um piloto de reconhecimento, Hauptmann Liebe-Pieteritz, fez um pouso de teste no campo de aviação deserto de Guernsey em 30 de junho para determinar o nível de defesa. Ele relatou seu breve desembarque à Luftflotte 3, que decidiu que as ilhas não estavam defendidas. Um pelotão de aviadores da Luftwaffe foi transportado naquela noite para Guernsey por aviões de transporte Junkers. O Inspetor Sculpher da polícia de Guernsey foi ao aeroporto carregando uma carta assinada pelo oficial de justiça afirmando que "Esta Ilha foi declarada Ilha Aberta pelo Governo de Sua Majestade do Reino Unido. Não existem forças armadas de qualquer tipo. O portador foi instruído a entregar esta comunicação a você. Ele não entende a língua alemã." Ele descobriu que o aeroporto havia sido assumido pela Luftwaffe. O oficial alemão superior, major Albrecht Lanz, pediu para ser levado ao chefe da ilha. Foram de carro da polícia até ao Hotel Royal, onde se juntaram ao oficial de justiça, ao presidente da comissão de controlo e a outros funcionários. Lanz anunciou através de um intérprete que Guernsey estava agora sob ocupação alemã. Desta forma, a Luftwaffe antecipou-se aos planos de invasão da Wehrmacht.  Jersey se rendeu em 1º de julho. Alderney, onde restavam apenas alguns ilhéus, foi ocupada em 2 de julho e um pequeno destacamento viajou de Guernsey para Sark, que se rendeu em 4 de julho. As primeiras tropas alemãs embarcadas, compostas por duas unidades antiaéreas, chegaram a St. Peter Port no cargueiro capturado SS Holland em 14 de julho. 

## Ocupação
As forças alemãs consolidaram rapidamente as suas posições. Eles trouxeram a infantaria, estabeleceram comunicações e defesas antiaéreas, estabeleceram um serviço aéreo com a França continental ocupada e prenderam militares britânicos em licença. 

### Administração

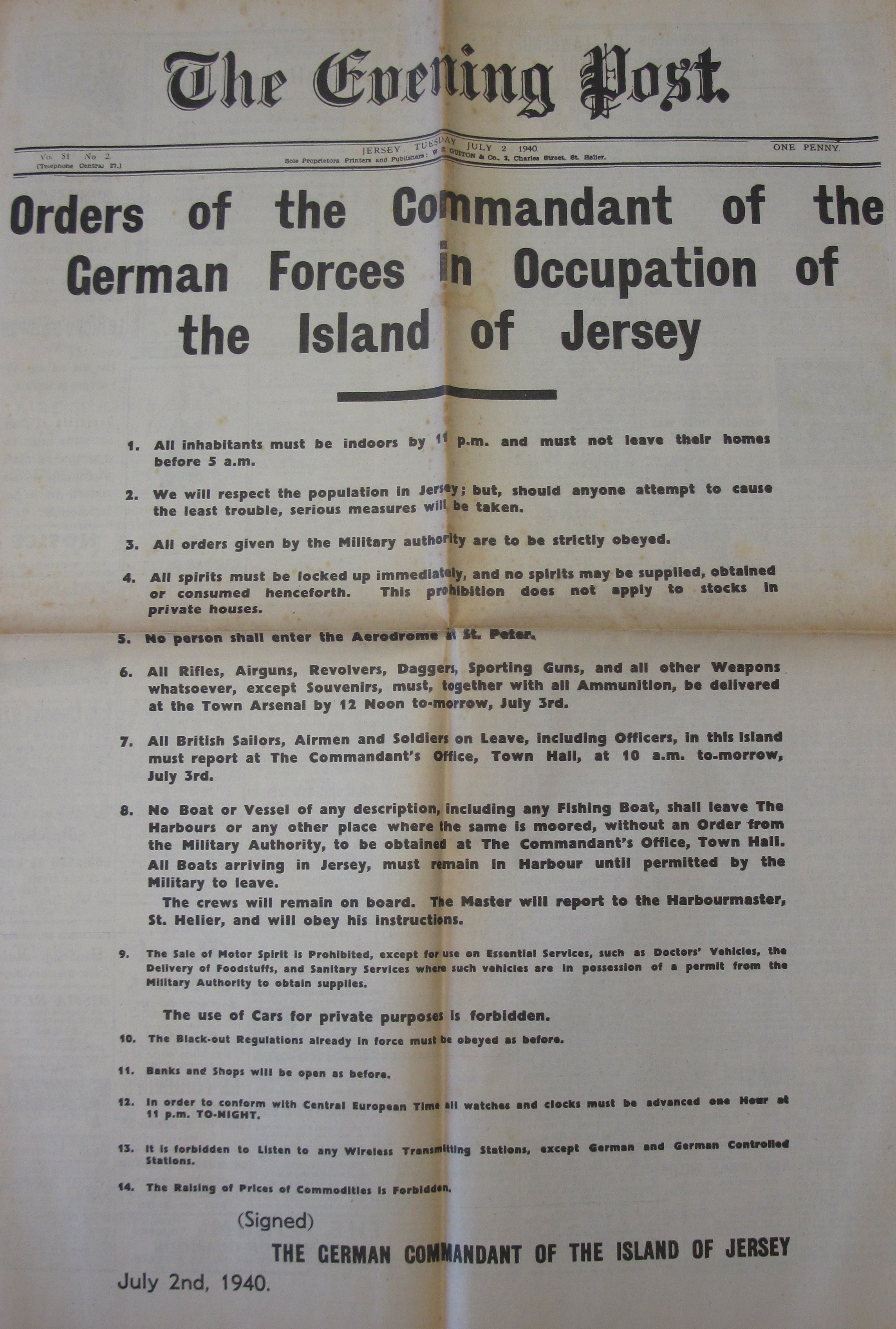
Ordens do Comandante das Forças Alemãs de Ocupação da Ilha de Jersey, 2 de julho de 1940

Os alemães organizaram a sua administração como parte do departamento da Mancha, onde foi de facto incorporado na França de Vichy, mas administrado como parte do governo militar da Área A, com sede em St. Germain, na parte ocupada da França. O Feldkommandantur 515 liderado pelo Coronel Friedrich Schumacher chegou em 9 de agosto de 1940 a Jersey para estabelecer uma estrutura de comando de assuntos civis, com um Nebenstelle em Guernsey (também cobrindo Sark), um Aussenstelle em Alderney e um Zufuhrstelle de logística em Granville. 
O comandante emitiu uma ordem em Guernsey em 2 de julho de 1940 e em Jersey em 8 de julho de 1940 instruindo que as leis aprovadas pelas legislaturas teriam que receber aprovação do comandante e que as ordens alemãs deveriam ser registradas como legislação. Os tribunais civis continuariam a funcionar, mas os tribunais militares alemães julgariam as violações da lei alemã. No início, os oficiais de justiça apresentaram legislação para parecer favorável do comandante, assinada na qualidade de vice-governadores. No final de 1941, o comandante opôs-se a este estilo e a legislação subsequente foi apresentada simplesmente assinada como oficial de justiça. 
As autoridades alemãs alteraram o fuso horário das Ilhas do Canal de GMT para CET para alinhar as ilhas com a maior parte da Europa continental, e a regra da estrada também foi alterada para conduzir à direita.  O Scrip (dinheiro de ocupação) foi emitido nas ilhas para manter a economia funcionando. As forças militares alemãs usaram a moeda para pagamento de bens e serviços. Os moradores locais empregados pelos alemães também eram pagos nos Reichsmarks de Ocupação.
Os alemães permitiram que o entretenimento continuasse, incluindo cinemas e teatro; suas bandas militares se apresentavam em público. Em 1944, a popular atriz de cinema alemã Lil Dagover chegou para entreter as tropas alemãs em Jersey e Guernsey com uma turnê teatral para aumentar o moral. 
Além da administração civil, havia também um comandante militar (Befehlshaber Kanalinseln, em 1 de outubro de 1944 renomeado Wehrmachtbefehlshaber Kanalinseln). Os comandantes militares foram:
- Major Albrecht Lanz (1 de julho de 1940 - 26 de setembro de 1940)
- Coronel Rudolf Graf von Schmettow (26 de setembro de 1940 - 1 de junho de 1941)
- Generalmajor Erich Müller (1 de junho de 1941 - 1 de setembro de 1943)
- Generalmajor Rudolf Graf von Schmettow (1 de setembro de 1943 - 1 de outubro de 1944)
- Generalleutnant Rudolf Graf von Schmettow (1 de outubro de 1944 - 26 de fevereiro de 1945)
- Vizealmirante Friedrich Hüffmeier (26 de fevereiro de 1945 - 9 de maio de 1945)

As ilhas foram ocupadas pela 216ª Divisão de Infantaria até 30 de abril de 1941, e depois pela 319ª Divisão de Infantaria. 

### Colaboração
A opinião da maioria dos ilhéus sobre a resistência activa ao domínio alemão foi provavelmente expressa por John Lewis, um médico em Jersey. "Qualquer tipo de sabotagem não era apenas arriscado, mas completamente contraproducente. Mais importante ainda, haveria repercussões instantâneas sobre a população civil, que era muito vulnerável a todo tipo de represálias."  Sherwill parece ter expressado a opinião da maioria dos ilhéus em 18 de julho de 1940, quando se queixou de uma série de ataques fracassados de comandos britânicos em Guernsey. “Atividades militares deste tipo eram muito indesejáveis e poderiam resultar na perda de vidas entre a população civil”. Ele pediu ao governo britânico que deixasse as Ilhas do Canal em paz.  Sherwill foi posteriormente preso pelos alemães por seu papel em ajudar dois espiões britânicos em Guernsey,  e quando libertado, deportado para um campo de internamento alemão.
A situação de Sherwill ilustrou a dificuldade do governo da ilha e dos seus cidadãos em cooperar - mas não colaborar - com os seus ocupantes e em manter o máximo de independência possível do domínio alemão. A questão da colaboração dos ilhéus com os alemães permaneceu inativa por muitos anos, mas foi acesa na década de 1990 com a divulgação de arquivos do tempo de guerra e a subsequente publicação de um livro intitulado The Model Occupation: The Channel Islands under German Rule, 1940–1945 por Madeleine Bunting. Linguagem como o título de um capítulo, "Resistência? Que Resistência?" incitou a ira dos ilhéus.  O argumento de Bunting era que os habitantes das Ilhas do Canal não agiam de maneira Churchilliana, eles "não lutaram nas praias, nos campos ou nas ruas. Eles não cometeram suicídio e não mataram nenhum alemão. Em vez disso, eles se estabeleceram., com poucos sinais evidentes de resistência, a cinco anos de ocupação dura, monótona, mas relativamente pacífica, em que mais de metade da população trabalhava para os alemães."  A questão da colaboração foi ainda mais inflamada nas Ilhas do Canal pelo programa de televisão fictício Island at War (2004), que apresentava um romance entre um soldado alemão e uma mulher da ilha e retratava favoravelmente o comandante militar alemão da ocupação. 
Na história oficial da ocupação, o autor Charles Cruickshank defendeu os líderes da ilha e o seu governo. Se os líderes da ilha, disse ele, “simplesmente mantivessem a cabeça acima da água e fizessem o que a potência ocupante lhes mandava fazer, dificilmente seria motivo de censura; mas eles levaram a guerra administrativa para o campo inimigo em muitas ocasiões. O que é surpreendente não é que eles tenham cometido alguns erros, mas sim que tenham feito tantas coisas certas em circunstâncias da maior dificuldade possível." 
Norman Le Brocq, líder da resistência de Jersey e cofundador do Partido Comunista de Jersey e do Movimento Democrático de Jersey, estava ressentido com grande parte da polícia e do governo da ilha devido à sua colaboração com a ocupação alemã. Ele acusou a polícia e o governo de Jersey de permanecerem impunes, apesar de colaborarem com a ocupação alemã, denunciando os judeus da ilha aos nazistas, muitos dos quais foram posteriormente enviados para Auschwitz e Belsen.  Embora a sua liderança na resistência não tenha sido reconhecida pelo governo britânico, muitos funcionários que colaboraram com os nazistas receberam títulos da OBE e títulos de cavaleiro. 

### Vida civil durante a ocupação
A vida como civil durante a ocupação foi um choque. O fato de os seus próprios governos continuarem a governá-los suavizou o golpe e manteve a maioria dos civis à distância dos seus opressores. Muitos perderam os seus empregos quando as empresas fecharam e foi difícil encontrar trabalho com empregadores não alemães. À medida que a guerra avançava, a vida tornou-se progressivamente mais dura e o moral diminuiu, especialmente quando os rádios foram confiscados e depois quando ocorreram as deportações em Setembro de 1942. Alimentos, combustível e medicamentos tornaram-se escassos e a criminalidade aumentou. Após 6 de Junho de 1944, a libertação tornou-se mais provável na mente popular, mas os tempos mais difíceis para os civis ainda estavam por vir. O inverno de 1944–1945 foi muito frio e faminto, muita da população foi salva da fome pela chegada de encomendas da Cruz Vermelha. 

#### Restrições

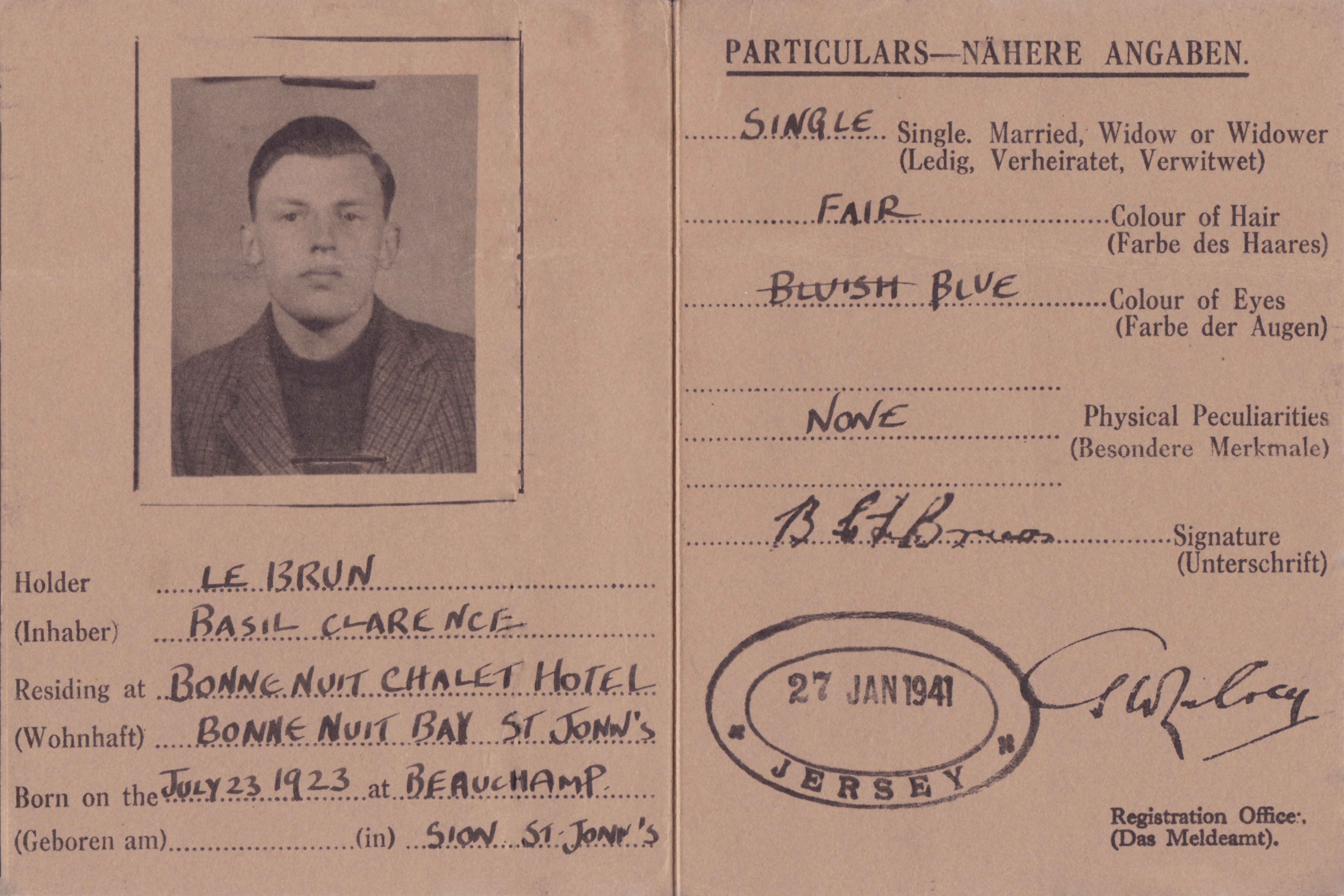
Carteira de identidade emitida para um ilhéu em janeiro de 1941.

À chegada às ilhas, os alemães emitiram proclamações impondo novas leis aos ilhéus residentes. Com o passar do tempo, leis adicionais restringindo direitos foram publicadas e tiveram que ser obedecidas. As restrições incluíam:
| Confisco de: - armas (1940) - barcos (1940) - rádios (1940) até (1942) - veículos automóveis (venda forçada) (1940):117 - câmeras (1942):92 - combustível (1940) - casas (1940–1945) - mobília (1940–1945) | Restrições sobre: - pescar (1940) - bebidas alcoólicas destiladas (1940) - exportar mercadorias (1940) - mudança de preços de mercadorias (1940) - canções e sinais patrióticos (1940) - mais de três pessoas reunidas (1940):25 - acesso às praias:101 - combustível - liberdade de expressão (1940) - acesso a medicamentos (1940) - alguns clubes e associações.:23 | Mudanças: - relógios para o horário alemão (1940) - dirigir do lado direito das estradas (1941) - provisões (1943, 1944, e 1945) | Forçado a aceitar: - censura (1940) - toque de recolher (1940) - taxa de câmbio para Reichsmarks (1940) - censo (1940):42 - cultivo de vegetais - racionamento de alimentos (1940) - aumento do imposto de renda para 4/- (1940) - carteiras de identidade (1941):47 - ciclismo em fila única (1941):199 - inquilinos alojados:253 - Língua alemã nas escolas:155 - trabalho dos alemães |

#### Fortificação e construção

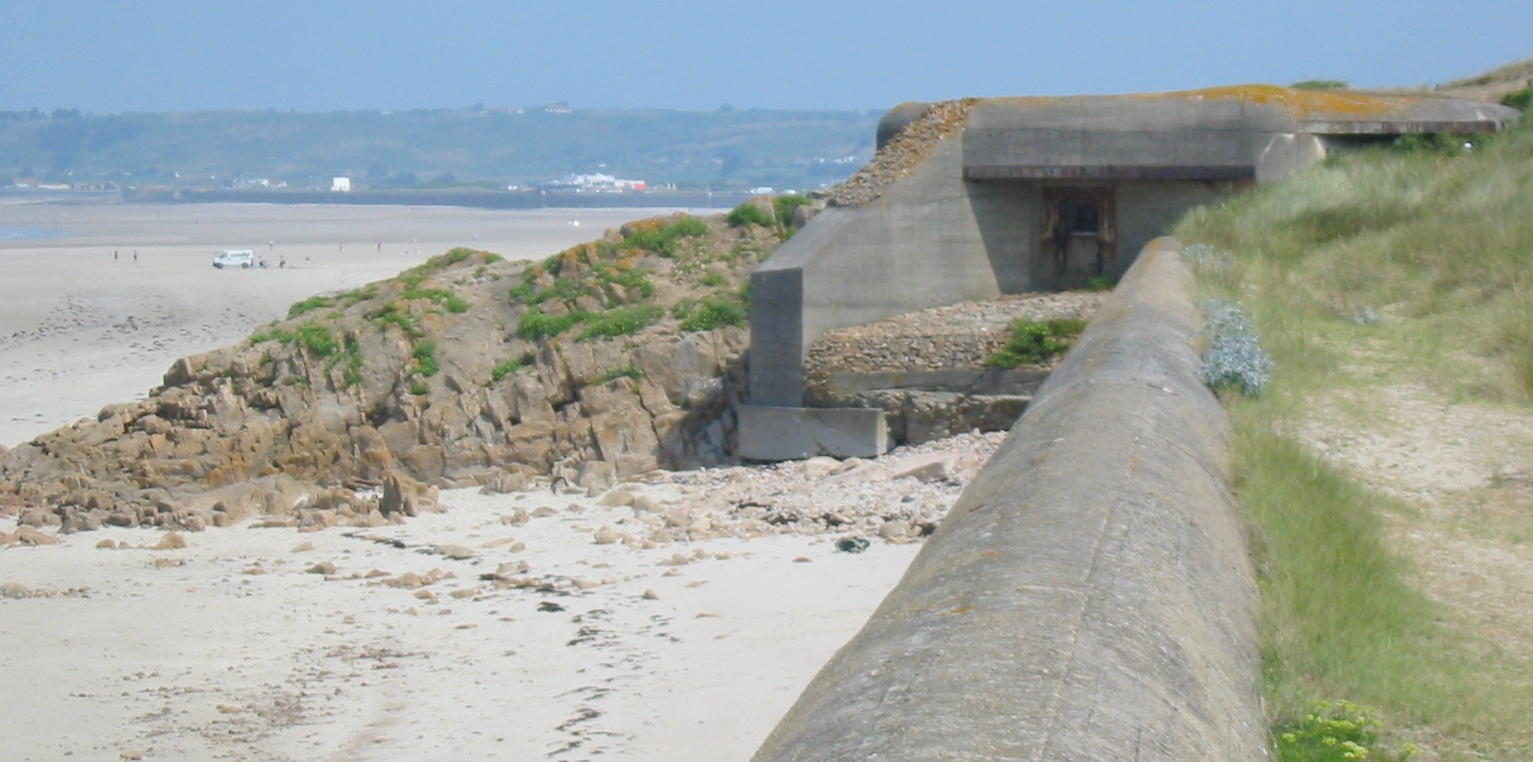
Bunker em St Ouen's Bay, Jersey

Como parte da Muralha do Atlântico, entre 1940 e 1945, as forças de ocupação alemãs e a Organização Todt construíram fortificações, estradas e outras instalações nas Ilhas do Canal. Numa carta do Oberbefehlshaber West datada de 16 de junho de 1941, o reforço das ilhas seria realizado por ordem de Hitler, uma vez que um ataque aliado "deve ser considerado" no verão de 1941.  Grande parte do trabalho foi realizado por mão de obra importada, incluindo milhares de pessoas da União Soviética,  sob a supervisão das forças alemãs.  Os alemães transportaram mais de 16.000 trabalhadores escravos para as Ilhas do Canal para construir fortificações. Cinco categorias de trabalhadores da construção civil foram empregadas (ou utilizadas) pelos alemães.
A mão-de-obra estrangeira remunerada foi recrutada na Europa ocupada, incluindo trabalhadores franceses, belgas e holandeses, entre os quais estavam membros de movimentos de resistência que aproveitaram a oportunidade para viajar para obter acesso a mapas e planos. 

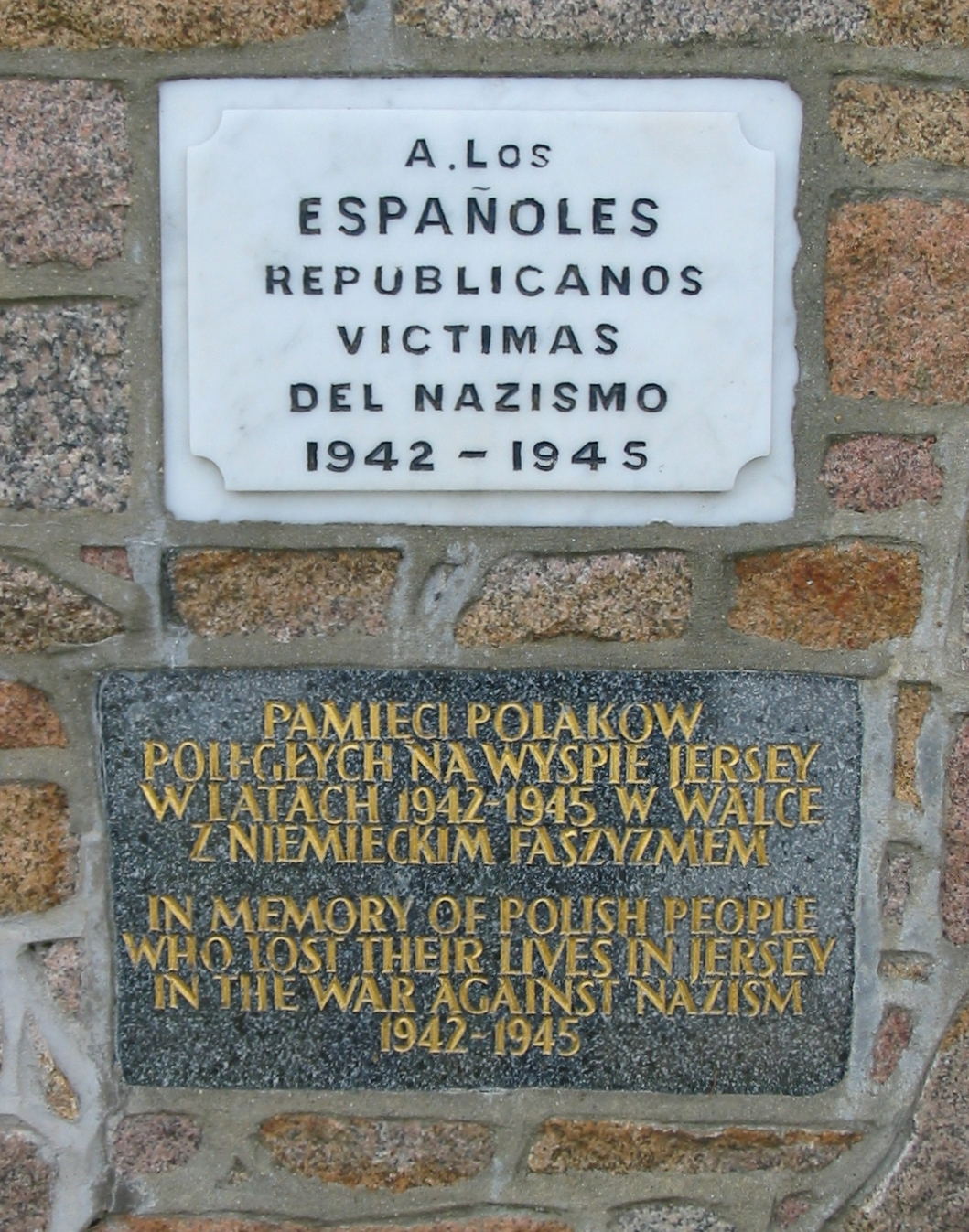
Placas: "Aos espanhóis republicanos vítimas do nazismo 1942-1945" - "Em memória do povo polonês que perdeu a vida em Jersey na guerra contra o nazismo 1942-1945"

Trabalhadores recrutados da França, Bélgica e Holanda também foram designados. Em 1941, centenas de argelinos e marroquinos franceses desempregados foram entregues aos alemães pelo governo de Vichy e enviados para Jersey. Cerca de 2.000 espanhóis que se refugiaram em França após a Guerra Civil Espanhola e que foram internados foram entregues para trabalhos forçados. 
A maior parte dos trabalhadores escravos soviéticos veio da Ucrânia.  Mil judeus franceses foram importados. 

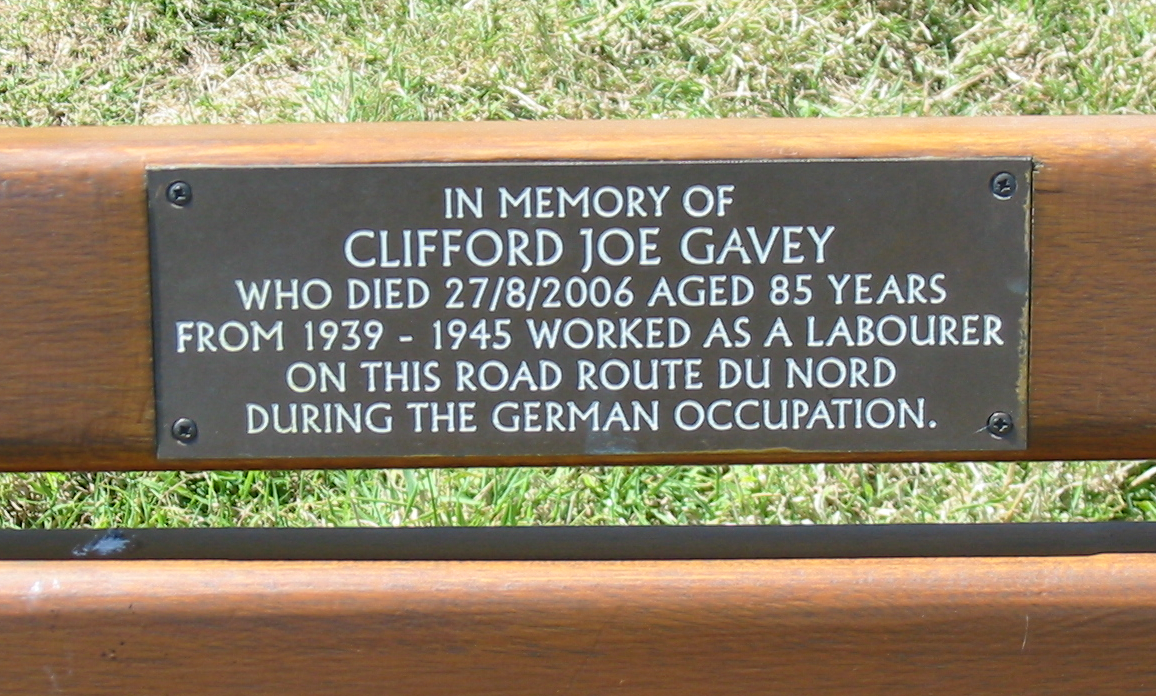
Placa no banco "Em memória de Clifford Joe Gavey, que morreu em 27/8/2006 aos 85 anos, de 1939 a 1945, trabalhou como operário nesta estrada Route du Nord durante a ocupação alemã", Route du Nord, Saint John, Jersey

O problema da utilização de mão de obra local surgiu logo no início da ocupação. Num pedido de mão-de-obra datado de 19 de julho de 1941, o Oberbefehlshaber West citou a "extrema dificuldade" de obter mão-de-obra civil local.  Em 7 de agosto, o deputado Le Quesne, responsável pelo Departamento do Trabalho de Jersey, recusou uma ordem alemã para fornecer mão-de-obra para melhorias no aeroporto de Jersey, alegando que isso seria para fornecer assistência militar ao inimigo. Em 12 de agosto, os alemães declararam que, a menos que houvesse trabalho, os homens seriam recrutados. Os construtores que construíram originalmente o aeroporto realizaram as obras sob protesto. Face às ameaças de recrutamento e deportação para França, a resistência às exigências levou a uma disputa contínua sobre a interpretação da Convenção de Haia e a definição de obras militares e não militares. Um exemplo que surgiu foi até que ponto a "jardinagem" não militar era concebida como camuflagem militar. Em 1 de Agosto de 1941, os alemães aceitaram que a Convenção de Haia estabelecia que nenhum civil poderia ser obrigado a trabalhar em projetos militares. O caso do reforço dos muros marítimos, que poderiam legitimamente ser descritos como defesas marítimas civis (importantes para as ilhas), mas que eram inegavelmente de benefício militar em termos de defesa costeira, mostrou como era difícil distinguir na prática. A necessidade económica levou muitos ilhéus a aceitar empregos oferecidos pelos alemães. Os alemães também induziram o trabalho civil, oferecendo àqueles que infringiram o recolher obrigatório ou outros regulamentos, emprego em projectos de construção, como alternativa à deportação para a Alemanha. 
A quinta categoria de trabalhadores eram os objectores de consciência britânicos e os cidadãos irlandeses. Como muitos dos jovens das ilhas se juntaram às forças armadas no início da guerra, houve uma escassez de trabalho manual nas explorações agrícolas, especialmente para a colheita da batata; 150 objectores de consciência registados associados ao Peace Pledge Union e 456 trabalhadores irlandeses foram recrutados para Jersey. Alguns optaram por permanecer e foram apanhados pela ocupação. Alguns dos objetores de consciência eram comunistas e consideravam o pacto germano-soviético uma justificativa para trabalhar para os alemães. Outros participaram em actividades de resistência não violentas. Como os trabalhadores irlandeses eram cidadãos de um país neutro (ver neutralidade irlandesa durante a Segunda Guerra Mundial), eles eram livres para trabalhar para os alemães como desejassem e muitos o fizeram. Os alemães tentaram fomentar simpatias anti-britânicas e pró-IRA com eventos de propaganda dirigidos aos irlandeses (ver também Colaboração Exército Republicano Irlandês–Abwehr na Segunda Guerra Mundial). John Francis Reilly convenceu 72 de seus compatriotas irlandeses em 1942 a se voluntariarem para um emprego na siderúrgica Hermann Göring, perto de Brunswick. As condições eram desagradáveis e eles retornaram a Jersey em 1943. Reilly ficou na Alemanha para transmitir no rádio e juntou-se ao Sicherheitsdienst (SD). 

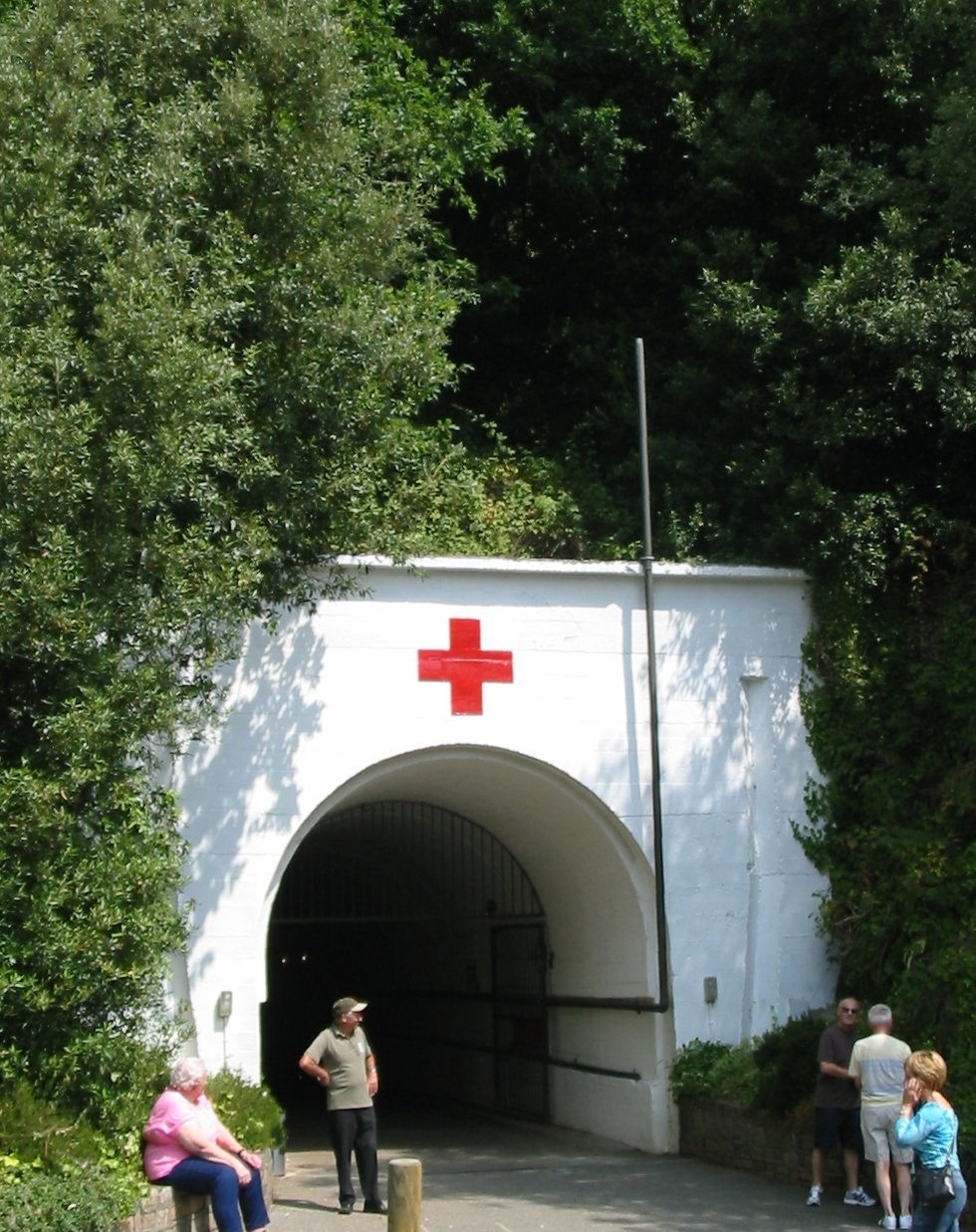
Entrada do Hospital Subterrâneo Alemão em Jersey

As Ilhas do Canal estavam entre as partes mais fortificadas da Muralha do Atlântico, particularmente Alderney, que é a mais próxima da França. Em 20 de outubro de 1941, Hitler assinou uma diretriz, contra o conselho do Comandante-em-Chefe von Witzleben, para transformar as Ilhas do Canal em uma "fortaleza inexpugnável". No decurso de 1942, um duodécimo dos recursos canalizados para toda a Muralha do Atlântico foi dedicado à fortificação das Ilhas Anglo-Normandas.  Hitler havia decretado que 10% do aço e do concreto usados na Muralha do Atlântico fossem para as Ilhas do Canal. Costuma-se dizer que as Ilhas do Canal eram mais bem defendidas do que as praias da Normandia, dado o grande número de túneis e bunkers ao redor das ilhas. Em 1944, apenas na construção de túneis, 244,000 m3 de rocha foram extraídos coletivamente de Guernsey, Jersey e Alderney (a maioria de Jersey). No mesmo ponto, em 1944, toda a Muralha do Atlântico, desde a Noruega até à fronteira franco-espanhola, excluindo as Ilhas do Canal, tinha extraído cerca de 225,000 m3. 
Ferrovias leves foram construídas em Jersey e Guernsey para abastecer fortificações costeiras. Em Jersey, uma linha de bitola de 1.000 mm foi estabelecida seguindo a rota da antiga Ferrovia de Jersey de St Helier a La Corbière, com um ramal conectando a pedreira em Ronez em St John. Uma linha de 600mm corria ao longo da costa oeste, e outra foi traçada em direção ao leste de St Helier a Gorey. A primeira linha foi inaugurada em julho de 1942, e a cerimônia foi interrompida pela resistência passiva dos espectadores de Jersey. A Ferrovia Alderney foi assumida pelos alemães que levantaram parte da linha de bitola padrão e a substituíram por uma linha de bitola métrica, operada por duas locomotivas diesel Feldbahn 0-4-0. A infra-estrutura ferroviária alemã foi desmantelada após a libertação em 1945.

#### Campos de trabalhos forçados

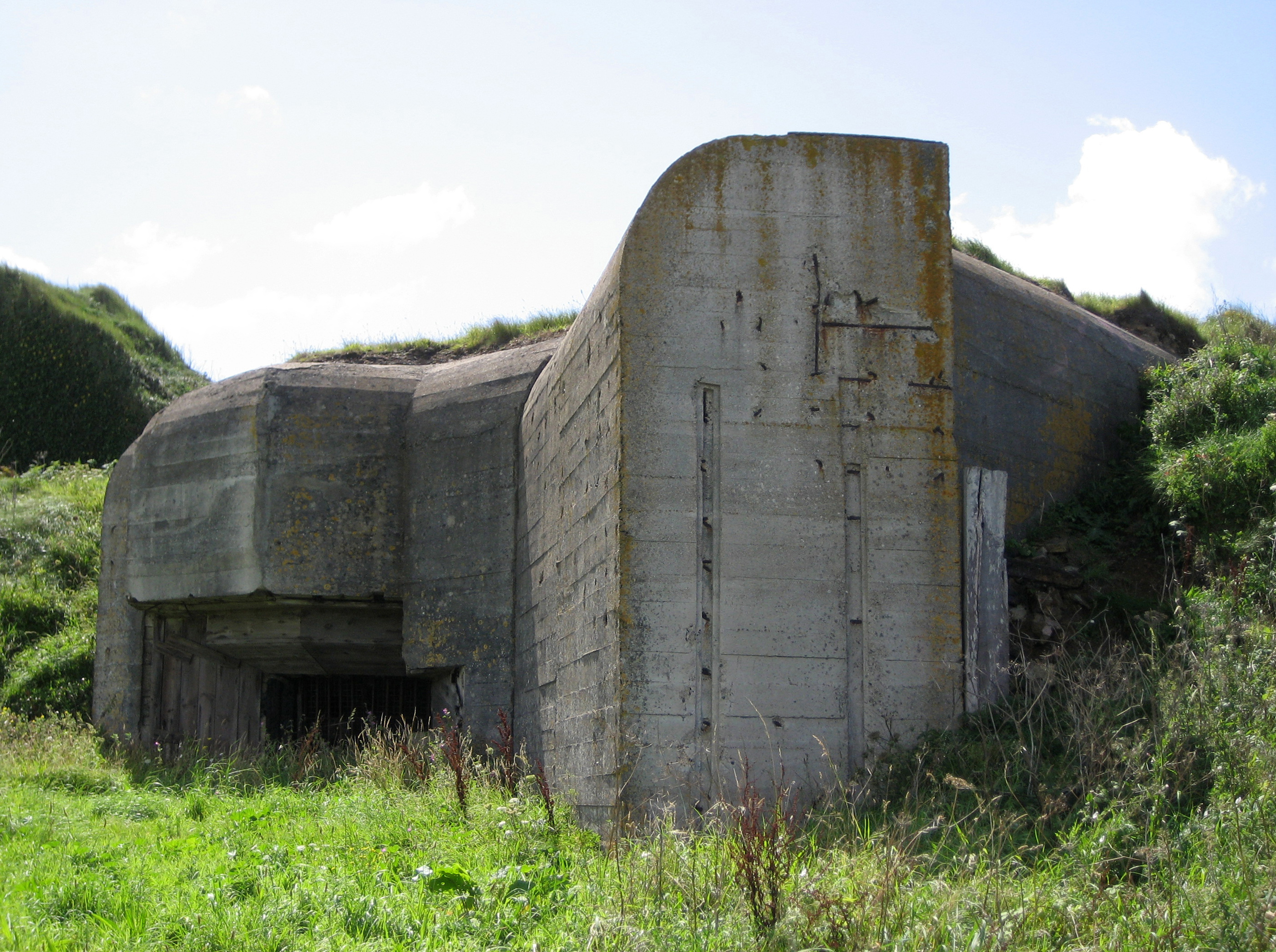
Alderney ainda está coberta por fortificações alemãs construídas por trabalho escravo em campos

Os alemães construíram muitos campos em Jersey, Guernsey e quatro campos em Alderney. A Organização Todt operou cada campo e usou uma mistura de trabalho voluntário e forçado para construir bunkers, postos de armas, abrigos antiaéreos e fortificações de concreto.
Em Alderney, os campos começaram a funcionar em Janeiro de 1942 e tinham uma população total de reclusos de cerca de 6.000. Os campos de Borkum e Helgoland eram campos de trabalho "voluntários" (Hilfswillige). Lager Borkum foi usado para técnicos alemães e "voluntários" de países europeus.  Lager Helgoland estava cheio de trabalhadores da Organização Soviética Todt e os trabalhadores desses campos eram pagos pelo trabalho realizado, o que não acontecia com os presos nos dois campos de concentração, Sylt e Norderney . Os prisioneiros em Lager Sylt e Lager Norderney eram trabalhadores escravos; O campo de Sylt mantinha trabalhadores forçados judeus.  O campo de Norderney abrigou trabalhadores forçados europeus (principalmente europeus orientais, mas incluindo espanhóis) e soviéticos. Em 1 de março de 1943, Lager Norderney e Lager Sylt foram colocados sob o controle do SS Hauptsturmführer Max List, transformando-os em campos de concentração.
Mais de 700 reclusos dos quatro campos perderam a vida em Alderney ou em navios que viajavam de/para Alderney antes de os campos serem encerrados e os restantes reclusos transferidos para França, principalmente em meados de 1944.   O Minotauro, transportando 468 trabalhadores da Organização Todt, incluindo mulheres e crianças de Alderney, foi atingido por torpedeiros a motor da Marinha Real Canadense perto de St Malo; cerca de 250 passageiros morreram nas explosões ou por afogamento, em 5 de julho de 1944. :132 :119 Em Jersey, o número de campos não é claro. O campo Lager Wick em Grouville foi investigado e cerca de 200 trabalhadores foram alojados lá. 
O movimento de resistência de Norman Le Brocq, numa tentativa bem-sucedida de elevar o moral dos prisioneiros, criou cartazes e folhetos em espanhol e russo para informar os trabalhadores forçados da derrota alemã nas mãos do Exército Vermelho na Batalha de Kursk e na Batalha de Stalingrado. A rede de Le Brocq foi uma das únicas redes ativas da Resistência na ilha do canal a sabotar ativamente os nazistas. Durante 1945, ele convenceu com sucesso os soldados alemães antinazistas a tramar um motim contra seus oficiais. A ilha foi libertada pelas forças aliadas antes que o motim pudesse começar. 

### Judeus

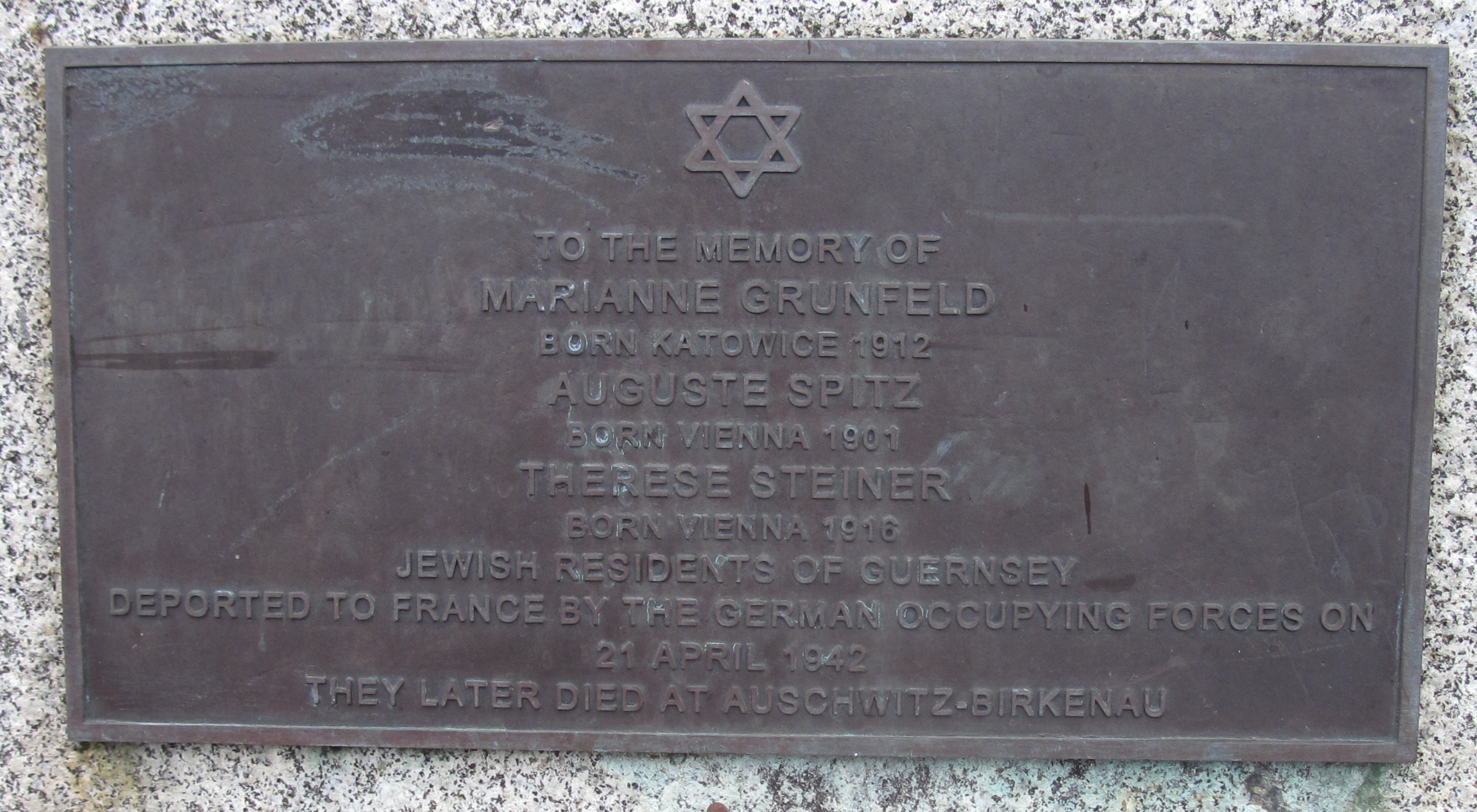
Placa em Saint Peter Port em memória de três residentes judeus de Guernsey que foram deportados e assassinados no Holocausto em Auschwitz

Um pequeno número de britânicos e outros judeus viveram nas Ilhas do Canal durante a ocupação. A maioria tinha sido evacuada em Junho de 1940, mas a lei britânica não permitia que cidadãos inimigos, independentemente da sua etnia, entrassem na Grã-Bretanha sem autorização. Quando os alemães chegaram, 18 judeus registaram-se num número estimado de 30-50.  Em Outubro de 1940, as autoridades alemãs emitiram a primeira ordem antijudaica, que instruía a polícia a identificar os judeus como parte do processo de registo civil. As autoridades da ilha obedeceram e os cartões de registro foram marcados com “J” vermelhos; além disso, foi compilada uma lista de propriedades judaicas, incluindo propriedades pertencentes a judeus da ilha que haviam evacuado, que foi entregue às autoridades alemãs. Os judeus registrados nas ilhas, muitas vezes membros da Igreja da Inglaterra com um ou dois avós judeus, foram submetidos às nove Ordens Relativas às Medidas Contra os Judeus, incluindo o fechamento de seus negócios (ou colocá-los sob administração ariana), o abandono de seus rádios, e ficar em casa apenas uma hora por dia. 
As administrações civis agonizaram sobre até que ponto poderiam se opor às ordens. O processo desenvolveu-se de forma diferente nas três ilhas. As autoridades locais fizeram alguns esforços para mitigar as medidas anti-semitas da força de ocupação nazista e, como tal, recusaram-se a exigir que os judeus usassem estrelas amarelas de identificação e fizeram com que a maioria dos antigos negócios judeus retornassem após a guerra. Os funcionários do departamento de registo obtiveram documentos falsos para alguns dos que se enquadravam nas categorias suspeitadas pelos alemães. As medidas antijudaicas não foram implementadas de forma sistemática. Alguns judeus conhecidos viveram a ocupação com relativa abertura, incluindo Marianne Blampied, esposa do artista Edmund Blampied.  Três mulheres judias de nacionalidade austríaca e polaca, Therese Steiner, Auguste Spitz e Marianne Grünfeld, fugiram da Europa Central para Guernsey na década de 1930, mas não conseguiram deixar Guernsey como parte da evacuação em 1940 porque foram excluídas pela lei do Reino Unido. Dezoito meses depois, Steiner alertou os alemães sobre sua presença. As três mulheres foram deportadas para França em abril de 1942 e posteriormente enviadas para Auschwitz, onde foram mortas ou morreram. 

### Maçons
A Maçonaria foi reprimida pelos alemães. Os templos maçônicos em Jersey e Guernsey foram saqueados em janeiro de 1941 e móveis e trajes foram apreendidos e levados para Berlim para exibição. Listas de membros de lojas maçônicas foram examinadas. Os Estados em ambos os bailiwicks aprovaram legislação para nacionalizar a propriedade maçónica no final de 1941, a fim de proteger os edifícios e bens. As legislaturas resistiram às tentativas de aprovar medidas antimaçónicas e nenhum maçom individual foi perseguido pela sua adesão. O Escotismo foi proibido, mas continuou disfarçado,  assim como o Exército da Salvação.

### Deportações

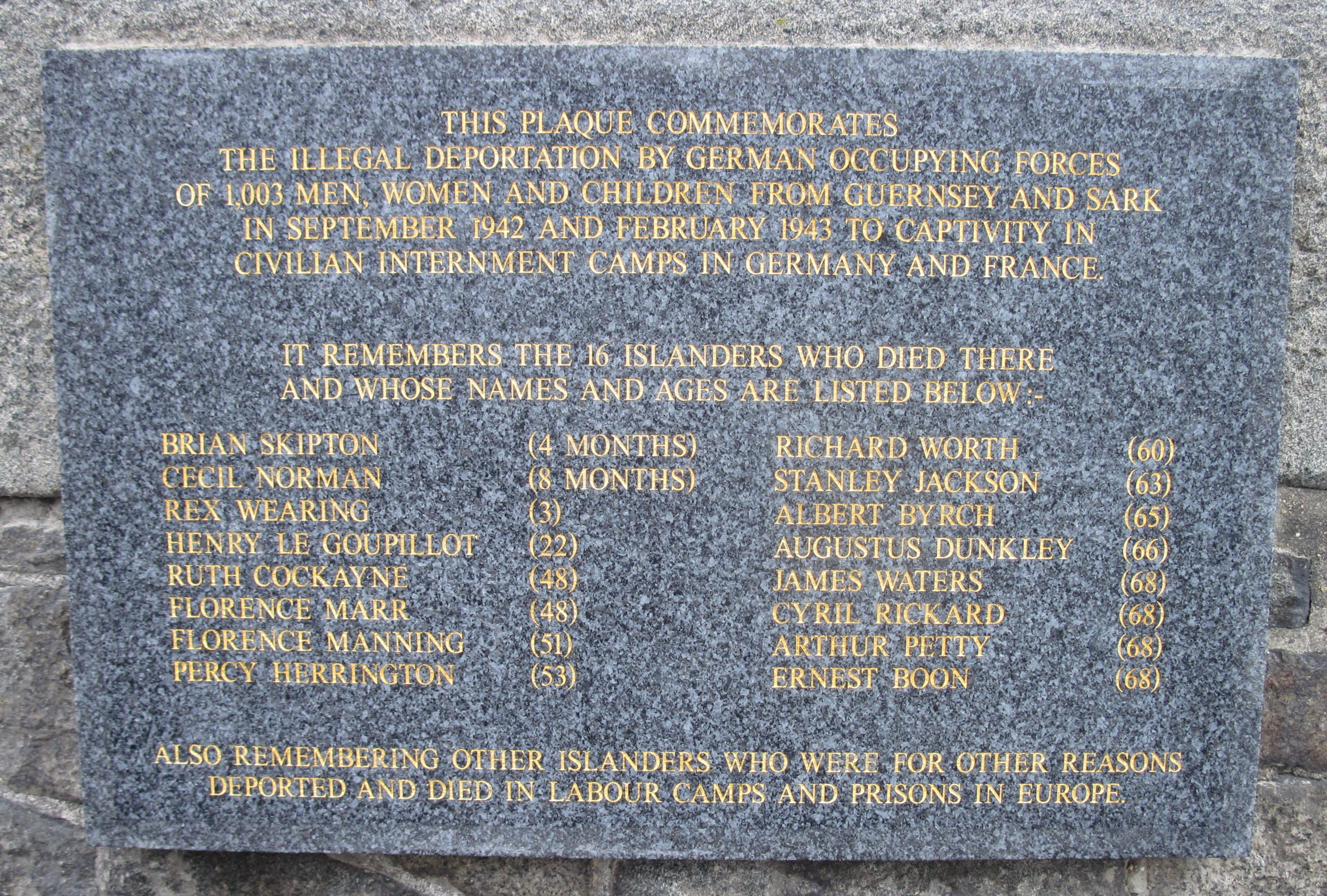
Esta placa em Saint Peter Port homenageia 1.003 pessoas deportadas ilegalmente de Guernsey e, em particular, 16 deportados individuais que morreram em cativeiro e outros que morreram em prisões e campos de trabalhos forçados

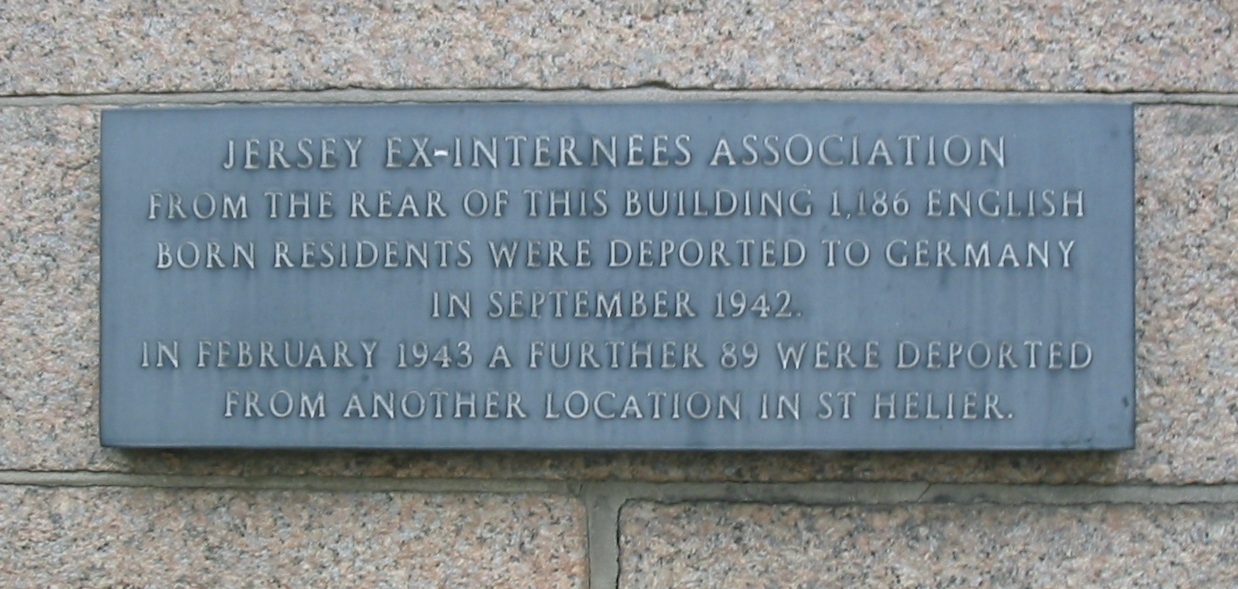
Placa: "Da parte traseira deste edifício, 1.186 residentes nascidos na Inglaterra foram deportados para a Alemanha em setembro de 1942. Em fevereiro de 1943, outros 89 foram deportados de outro local em St. Helier."

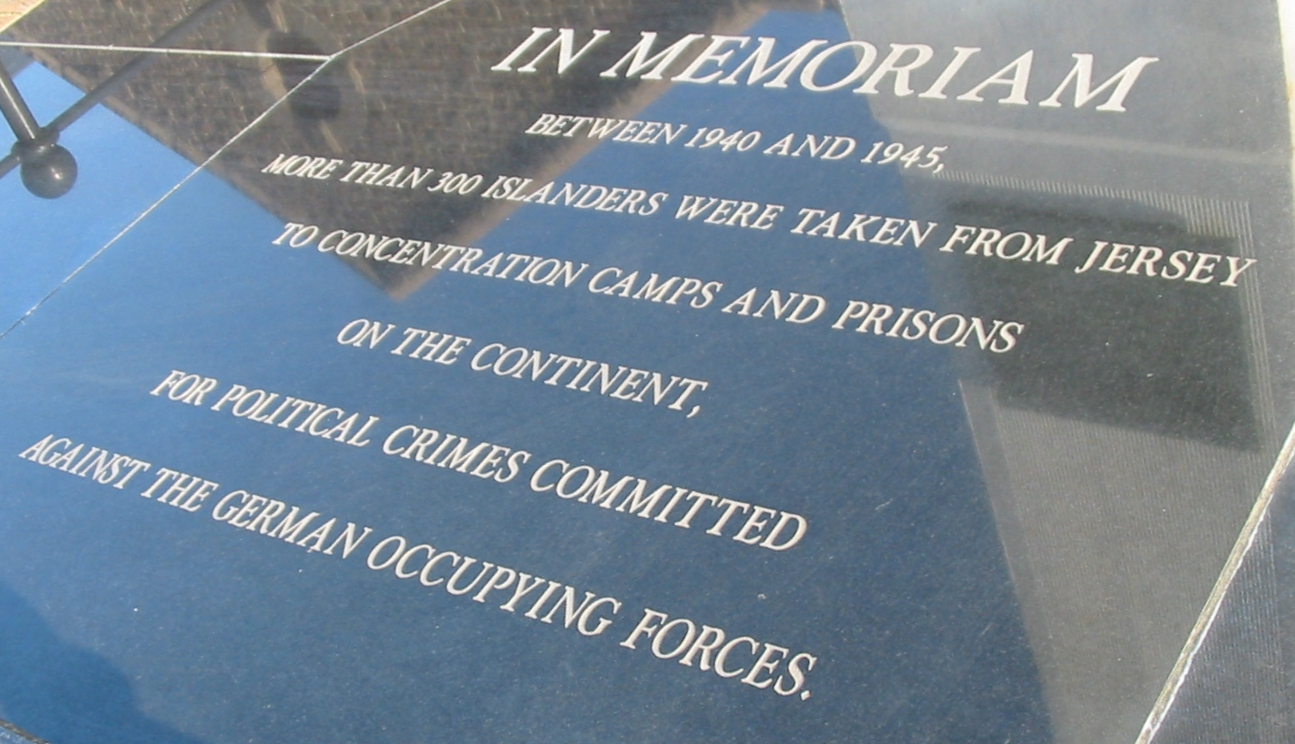
Memorial, St. Helier: "In memoriam: entre 1940 e 1945, mais de 300 ilhéus foram levados de Jersey para campos de concentração e prisões no continente, por crimes políticos cometidos contra as forças de ocupação alemãs."

Por ordens específicas de Adolf Hitler em 1942, as autoridades alemãs anunciaram que todos os residentes das Ilhas do Canal que não tivessem nascido nas ilhas, bem como aqueles homens que serviram como oficiais na Primeira Guerra Mundial, deveriam ser deportados. A maioria deles foi transportada para o sudoeste da Alemanha, para Ilag VB em Biberach an der Riss e Ilag VII em Laufen, e para Wurzach. Esta ordem de deportação foi originalmente emitida em 1941, como represália aos 800 civis alemães no Irã  que foram deportados e internados. A proporção era de 20 habitantes das Ilhas do Canal a serem internados para cada alemão internado, mas sua promulgação foi adiada e depois diluída. O medo do internamento causou suicídios nas três ilhas. A enfermeira de Guernsey, Gladys Skillett, que estava grávida de cinco meses no momento de sua deportação para Biberach, tornou-se a primeira habitante das Ilhas do Canal a dar à luz enquanto estava em cativeiro na Alemanha.  Dos 2.300 deportados, 45 morreriam antes do fim da guerra.

### Prisão
Em Jersey, reconhece-se que 22 ilhéus morreram em consequência de terem sido enviados para prisões e campos de concentração nazistas. Eles são comemorados no Dia da Memória do Holocausto: 
- Clifford Cohu: clérigo, preso por atos de desafio, incluindo pregação contra os alemães
- Walter Allen Dauny: condenado por roubo
- Arthur Dimmery: condenado por desenterrar um aparelho sem fio enterrado para a rede de rádio Saint Saviour
- George James Fox: condenado por roubo
- Louisa Gould: presa por abrigar um trabalhador escravo fugitivo
- Maurice Jay Gould: preso após uma tentativa fracassada de fuga para a Inglaterra
- James Edward Houillebecq: deportado após descoberta de peças de armas e munições roubadas
- Peter Bruce Johnson: australiano, deportado
- Frank René Le Villio: deportado por grave furto militar
- William Howard Marsh: preso por divulgar notícias da BBC
- Edward Peter Muels: preso por ajudar um soldado alemão a desertar
- John Whitley Nicolle: condenado como líder da rede sem fio Saint Saviour
- Léonce L'Hermitte Ogier: advogado, preso por posse de mapas de fortificações e uma câmera, morreu internado após prisão
- Frederick William Page: condenado por não entregar um aparelho sem fio
- Clarence Claude Painter: preso após uma operação que descobriu um aparelho sem fio, câmeras e fotografias de objetos militares
- Peter Painter: filho de Clarence Painter, preso com o pai quando uma pistola foi encontrada em seu guarda-roupa
- Emile Paisnel: condenado por recebimento de artigos roubados
- Clifford Bond Quérée: condenado por receber artigos roubados
- Marcel Fortune Rossi, Jr.: deportado como pessoa de ascendência italiana
- June Sinclair: funcionária de hotel, condenada por esbofetear um soldado alemão que fez avanços indevidos
- John (Jack) Soyer: condenado por posse de rádio, escapou da prisão na França
- Joseph Tierney: primeiro membro da rede sem fio Saint Saviour a ser preso

Em Guernsey, os seguintes são reconhecidos como tendo morrido:
- Sidney Ashcroft: condenado por roubo grave e resistência a funcionários em 1942.[80] Morreu na prisão de Naumburg.
- Joseph Gillingham: foi um dos ilhéus envolvidos no Guernsey Underground News Service (GUNS).[80] Morreu na prisão de Naumburg.
- Marianne Grunfeld: Judia enviado para o campo de concentração de Auschwitz
- John Ingrouille: aos 15 anos, considerado culpado de traição e espionagem e condenado a cinco anos de trabalhos forçados.[80] Morreu em Bruxelas após ser libertado em 1945.
- Charles Machon: mentor do GUNS.[80] Morreu na Prisão de Hamelin.
- Percy Miller: condenado a 15 meses por crimes em rádio.[80] Died in Frankfurt prison.
- Marie Ozanne: recusou-se a aceitar a proibição imposta ao Exército de Salvação

. Morreu no hospital de Guernsey depois de sair da prisão.
- Auguste Spitz: Judeu enviado para o campo de concentração de Auschwitz
- Therese Steiner: Judia enviado para o campo de concentração de Auschwitz
- Louis Symes: abrigou seu filho, segundo tenente James Symes, que estava em uma missão de comando na ilha.[80] Morreu na prisão de Cherche-Midi[13]:163

## Resistência
Uma das primeiras células de resistência criadas foi o Partido Comunista de Jersey, criado por um ativista adolescente chamado Norman Le Brocq e dois outros jovens ativistas pertencentes ao Partido Comunista da Grã-Bretanha (CPGB)  Usando esta célula, Norman Le Brocq ajudou a criar uma organização guarda-chuva conhecida como Movimento Democrático de Jersey (JDM), para unir a resistência comunista e não comunista em toda a ilha. 

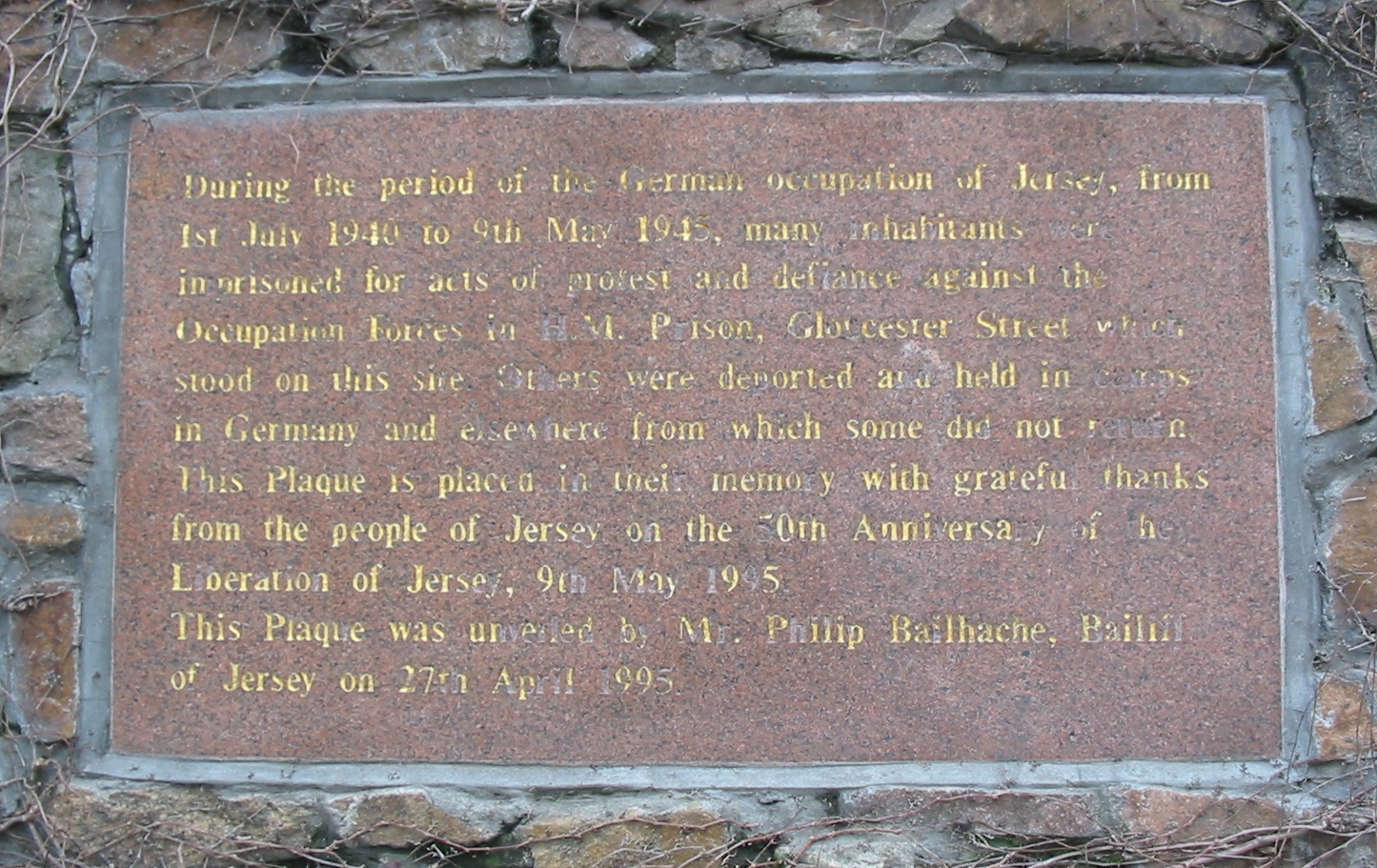
Placa: "Durante o período da ocupação alemã de Jersey, de 1 de julho de 1940 a 9 de maio de 1945, muitos habitantes foram presos por atos de protesto e desafio contra as Forças de Ocupação na Prisão HM, Gloucester Street, que ficava neste local. Outros foram deportados e mantidos em campos na Alemanha e em outros lugares, dos quais alguns não retornaram."

O tamanho da população que resistiu activamente à ocupação alemã nos países da Europa continental situou-se entre 0,6% e 3%, e a percentagem das populações das ilhas que participaram na resistência activa foi comparável.  De uma população de 66.000 habitantes durante a guerra nas Ilhas do Canal  um total de cerca de 4.000 ilhéus foram condenados por violar leis (cerca de 2.600 em Jersey e 1.400 em Guernsey), embora muitos deles tenham sido por atos criminosos comuns e não por resistência. 570 prisioneiros foram enviados para prisões e campos continentais, e pelo menos 22 homens de Jersey e 9 de Guernsey não regressaram.  Willmott estimou que mais de 200 pessoas em Jersey forneceram apoio material e moral aos trabalhadores forçados fugitivos, incluindo mais de 100 que estavam envolvidos na rede de casas seguras que abrigavam fugitivos. 
Nenhum ilhéu juntou-se às unidades militares alemãs ativas , embora um pequeno número de homens do Reino Unido que tinham ficado retidos nas ilhas no início da ocupação tenham saído da prisão. Eddie Chapman, um inglês, estava preso por roubo em Jersey quando ocorreu a invasão, e se ofereceu para trabalhar para os alemães como espião sob o codinome Fritz, e mais tarde tornou-se um agente duplo britânico sob o codinome ZigZag.

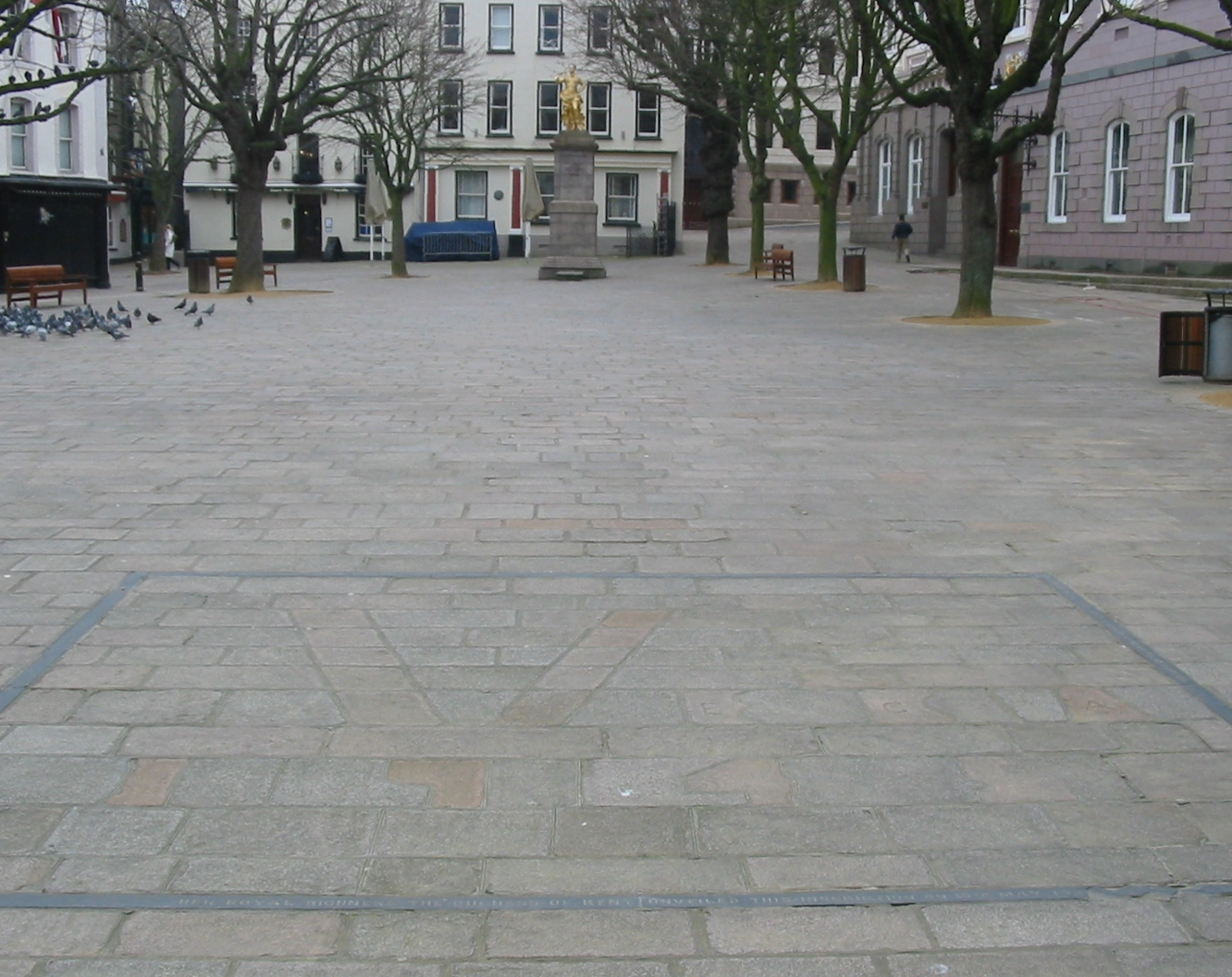
Durante a ocupação alemã de Jersey, um pedreiro que reparava o pavimento da Royal Square incorporou um V de vitória debaixo do nariz dos ocupantes. Posteriormente, foi alterado para se referir ao navio da Cruz Vermelha Vega. O acréscimo da data 1945 e de uma moldura mais recente transformou-o em monumento.

A resistência envolveu resistência passiva, atos de pequena sabotagem, abrigo e auxílio a trabalhadores escravos fugitivos e publicação de jornais clandestinos contendo notícias da rádio BBC. Não houve movimento de resistência armada nas Ilhas do Canal. Grande parte da população em idade militar já havia aderido às forças armadas britânicas ou francesas. Devido ao pequeno tamanho das ilhas, a maior parte da resistência envolveu indivíduos que arriscaram as suas vidas para salvar outra pessoa.  O governo britânico não encorajou a resistência nas Ilhas do Canal.  Os ilhéus juntaram-se à campanha do sinal V de Churchill pintando a letra "V" (de Vitória) sobre os sinais alemães. 
Os alemães inicialmente seguiram uma política de apresentar uma presença não ameaçadora à população residente pelo seu valor de propaganda antes de uma eventual invasão e ocupação do Reino Unido. Muitos ilhéus estavam dispostos a atender às necessidades da ocupação, desde que sentissem que os alemães estavam se comportando de maneira correta e legal. Dois acontecimentos tiraram particularmente muitos ilhéus desta atitude passiva: o confisco de rádios e a deportação de grandes sectores da população. 
Em maio de 1942, três jovens, Peter Hassall, Maurice Gould e Denis Audrain, tentaram escapar de Jersey em um barco. Audrain se afogou e Hassall e Gould foram presos na Alemanha, onde Gould morreu.  Na sequência desta tentativa de fuga, foram introduzidas restrições a pequenos barcos e embarcações, foram impostas restrições à posse de equipamento fotográfico (os rapazes transportavam consigo fotografias de fortificações) e rádios foram confiscados à população. Um total de 225 ilhéus, como Peter Crill, escaparam das ilhas para Inglaterra ou França: 150 de Jersey, e 75 de Guernsey.  O número de fugas aumentou após o Dia D, quando as condições nas ilhas pioraram à medida que as rotas de abastecimento para o continente foram cortadas e o desejo de se juntar à libertação da Europa aumentou.

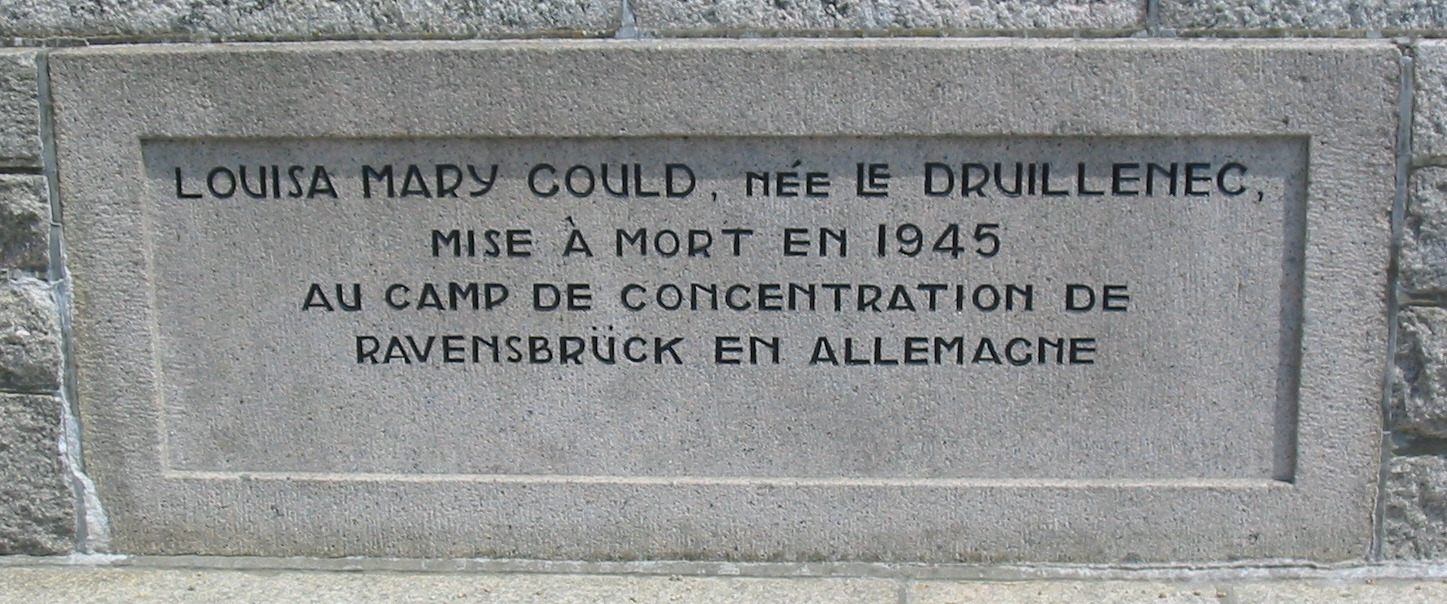
Placa no memorial de guerra, Saint Ouen, Jersey, para Louisa Mary Gould, vítima do campo de concentração nazista de Ravensbrück: Louisa Mary Gould, nascida Le Druillenec, mise à mort em 1945 no campo de concentração de Ravensbrück na Alemanha. Louisa Gould escondeu um aparelho sem fio e abrigou um prisioneiro soviético fugitivo. Traída por um informante no final de 1943, foi presa e condenada em 22 de junho de 1944. Em agosto de 1944 ela foi transportada para Ravensbrück, onde morreu em 13 de fevereiro de 1945. Em 2010, ela foi condecorada postumamente com a honraria de Herói Britânico do Holocausto.

Ouvir a BBC foi proibido nas primeiras semanas da ocupação e depois (surpreendentemente dada a política noutras partes da Europa ocupada pelos nazis) foi tolerado durante algum tempo antes de ser novamente proibido. Em 1942, a proibição tornou-se draconiana, com toda a audição de rádio (até mesmo estações alemãs) sendo proibida pelos ocupantes, uma proibição apoiada pelo confisco de aparelhos sem fio. Negado o acesso às transmissões da BBC, as populações das ilhas sentiram um ressentimento crescente contra os alemães e procuraram cada vez mais minar as regras. Receptores de rádio ocultos e redes subterrâneas de distribuição de notícias se espalharam. Muitos ilhéus esconderam os seus aparelhos (ou substituíram-nos por rádios de galena caseiros) e continuaram a ouvir a BBC, apesar do risco de serem descobertos pelos alemães ou de serem informados pelos vizinhos.  Os ataques regulares do pessoal alemão em busca de rádios alienaram ainda mais a população. 

Selos desenhados por Edmund Blampied emitidos em 1943 para uso em Jersey durante a ocupação alemã

A escassez de moedas em Jersey (em parte causada pela retirada de moedas pelas tropas de ocupação como lembranças) levou à aprovação da Lei das Notas Monetárias (Jersey) em 29 de abril de 1941. As notas desenhadas por Edmund Blampied foram emitidas pelos Estados de Jersey em denominações de 6 pence (6d), 1, 2 e 10 xelins (10/–) e 1 libra (£ 1). A nota 6d foi desenhada por Blampied de tal forma que a palavra seis no verso incorporava um "X" descomunal para que quando a nota fosse dobrada, o resultado fosse o símbolo de resistência "V" para vitória.  Um ano depois, ele foi convidado a desenhar seis novos selos postais para a ilha, em denominações de ½d a 3d. Como sinal de resistência, ele incorporou ao design do selo 3D as iniciais GR (de Georgius Rex) em cada lado do "3" para mostrar lealdade ao Rei Jorge VI.  Edmund Blampied também falsificou selos para documentos de fugitivos. 
As deportações de 1942 desencadearam as primeiras manifestações em massa contra a ocupação. A ilegalidade e injustiça da medida, em contraste com a insistência ostentosa anterior dos alemães na legalidade e correção, indignou aqueles que ficaram para trás e encorajou muitos a fechar os olhos às atividades de resistência de outros em apoio passivo. 
Logo após o naufrágio do HMS Charybdis em 23 de outubro de 1943, os corpos de 21 membros da Marinha Real e da Royal Marines foram levados à água em Guernsey. As autoridades alemãs os enterraram com todas as honras militares. Os funerais tornaram-se uma oportunidade para alguns dos ilhéus demonstrarem a sua lealdade à Grã-Bretanha e a sua oposição aos ocupantes: cerca de 5.000 ilhéus compareceram ao funeral, depositando 900 coroas de flores - uma manifestação suficiente contra a ocupação para que os funerais militares subsequentes fossem fechados aos civis. pelos ocupantes alemães. 
Algumas mulheres da ilha confraternizaram com as forças de ocupação. Isto foi desaprovado pela maioria dos ilhéus, que lhes deram o apelido depreciativo de Jerry-bags.  De acordo com o Ministério da Defesa, uma proporção muito elevada de mulheres "de todas as classes e famílias" teve relações sexuais com o inimigo, e 800-900 crianças nasceram de pais alemães.  Os alemães estimaram que suas tropas foram responsáveis por gerar de 60 a 80 nascimentos fora do casamento nas Ilhas do Canal.  No que diz respeito aos números oficiais, 176 nascimentos fora do casamento foram registrados em Jersey entre julho de 1940 e maio de 1945; em Guernsey, 259 nascimentos fora do casamento entre julho de 1941 e junho de 1945 (a disparidade nos números oficiais é explicada pelas diferentes definições legais de nascimentos não conjugais nas duas jurisdições).  As autoridades militares alemãs tentaram proibir a confraternização sexual para reduzir a incidência de doenças sexualmente transmissíveis. Abriram bordéis para soldados, com prostitutas francesas sob vigilância médica alemã. 
A visão da brutalidade contra os trabalhadores escravos fez com que muitos ilhéus percebessem a realidade da ideologia nazi por detrás da fachada meticulosa da ocupação. Marchas forçadas entre campos e locais de trabalho por parte de trabalhadores miseráveis e espancamentos públicos abertos tornaram visível a brutalidade do regime. 

## Reação do governo britânico

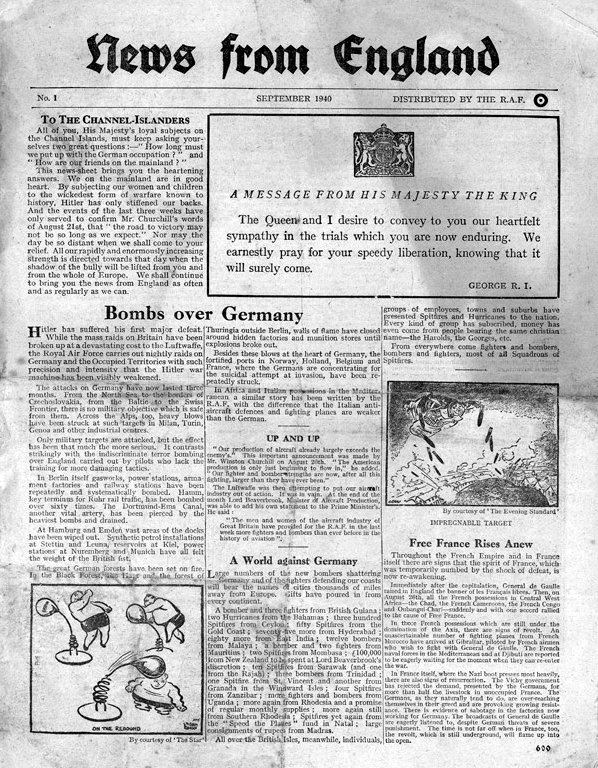
Jornal britânico jogado nas ilhas logo após a ocupação, em setembro de 1940

A reação do governo de Sua Majestade à invasão alemã foi silenciosa, com o Ministério da Informação emitindo um comunicado de imprensa logo após o desembarque dos alemães.
Em diversas ocasiões, aeronaves britânicas lançaram jornais e folhetos de propaganda nas ilhas.

### Ataques nas Ilhas do Canal
- Em 6 de julho de 1940, o Segundo-tenente Hubert Nicolle, um homem de Guernsey servindo no Exército Britânico, foi enviado em uma missão de investigação a Guernsey, a Operação Anger. [102]:62 Ele foi deixado na costa sul de Guernsey por um submarino e remou até a costa em uma canoa, na calada da noite. Esta foi a primeira de duas visitas que Nicolle fez à ilha. [103]:77 Após o segundo, ele perdeu o encontro e ficou preso em Guernsey. Depois de um mês e meio escondido, ele se entregou às autoridades alemãs e foi enviado para um campo de prisioneiros de guerra alemão.
- Na noite de 14 de julho de 1940, a Operação Embaixador foi lançada em Guernsey por homens provenientes da Tropa H do Comando No. 3 sob o comando de John Durnford-Slater e da Companhia Independente No. Os invasores não conseguiram fazer contato com a guarnição alemã. Quatro comandos foram deixados para trás e feitos prisioneiros. [102]:71 [104]
- A Operação Dryad foi um ataque bem-sucedido ao farol Casquets de 2 a 3 de setembro de 1942. [102]:79
- A Operação Branford foi um ataque sem intercorrências contra Burhou, uma ilha perto de Alderney, de 7 a 8 de setembro de 1942. [102]:86
- Em outubro de 1942, houve um ataque do Comando Britânico a Sark, denominado Operação Basalto. [102]:89 Três soldados alemães foram mortos e um capturado. As ações tomadas pelos Comandos resultaram em uma ação retaliatória alemã contra os habitantes das Ilhas do Canal e em uma ordem para executar os Comandos capturados.
- A Operação Huckaback foi um ataque originalmente planejado para a noite de 9/10 de fevereiro de 1943, como ataques simultâneos a Herm, Jethou e Brecqhou. O objetivo era fazer prisioneiros e obter informações sobre a situação nas Ilhas Anglo-Normandas ocupadas. Cancelado por causa do mau tempo, Huckaback foi reinventado como um ataque apenas a Herm. Desembarcando em Herm e encontrando a ilha desocupada, os Comandos partiram. [102]:113
- A Operação Pussyfoot também foi um ataque a Herm, mas uma névoa espessa de 3 a 4 de abril de 1943 frustrou o ataque e os Comandos não pousaram.
- A Operação Hardtack foi uma série de ataques de comandos nas Ilhas do Canal e na costa norte da França em dezembro de 1943. Hardtack 28 pousou em Jersey de 25 a 26 de dezembro e, depois de escalar o penhasco norte, os Comandos falaram com os habitantes locais, mas não encontraram nenhum. Alemães. Eles sofreram duas baixas quando uma mina explodiu na viagem de volta. Um dos feridos, o capitão Phillip Ayton, [105] morreu devido aos ferimentos alguns dias depois. Hardtack 7 foi um ataque a Sark de 26 a 27 de dezembro, não conseguindo escalar os penhascos. Eles retornaram de 27 a 28 de dezembro, mas dois foram mortos e a maioria dos outros feridos por minas durante a escalada, resultando no fracasso da operação. [102]:117

Em 1943, o vice-almirante Lord Mountbatten propôs um plano para retomar as ilhas denominado Operação Constelação. O ataque proposto nunca foi montado.

### Bombardeios e ataques de navios nas ilhas

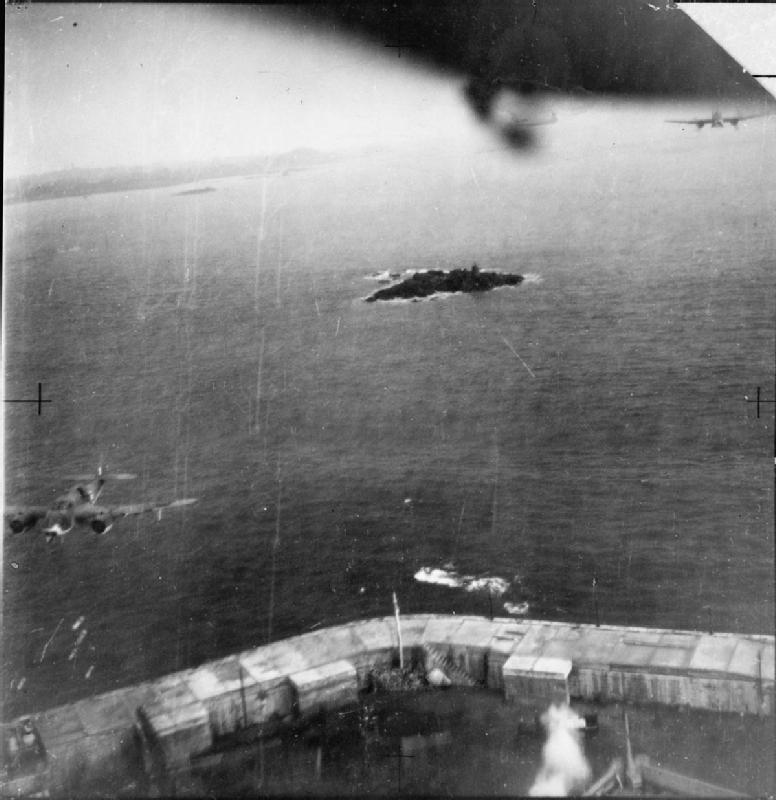
Uma fotografia oblíqua de baixo nível tirada de um dos 3 Bristol Beauforts do Esquadrão Nº 86 da RAF, atacando navios em St Peter Port, Guernsey. A aeronave está passando sobre o cais de St Julian em sua junção com o cais de White Rock: bombas podem ser vistas caindo da aeronave no canto esquerdo, que quase foi atingida por bombas lançadas da aeronave fotografada (vista explodindo na parte inferior).

A RAF realizou os primeiros bombardeios em 1940, embora houvesse pouco valor além de propaganda nos ataques, o risco de atingir alvos não militares era grande e havia o medo de represálias alemãs contra a população civil.  Vinte e dois ataques aéreos aliados nas Ilhas do Canal durante a guerra resultaram em 93 mortes e 250 feridos, muitos deles sendo trabalhadores da Organização Todt nos portos ou nos transportes. Treze tripulantes morreram. :137
Houve mortes causadas por ataques navais entre soldados e marinheiros alemães, civis e trabalhadores da Organização Todt, incluindo o Minotauro que transportava 468 trabalhadores da Organização Todt, incluindo mulheres e crianças de Alderney, que foi atingido por torpedeiros a motor da Marinha Real Canadense perto de St Malo, cerca de 250 de os passageiros mortos pelas explosões ou por afogamento, em 5 de julho de 1944. :132 :119
Em junho de 1944, a Battery Blücher, uma posição de artilharia alemã de 150 mm em Alderney, abriu fogo contra as tropas americanas na península de Cherbourg. O HMS Rodney foi convocado em 12 de agosto para atirar na bateria. Usando uma aeronave como observador, ele disparou projéteis de 72 x 16 polegadas a um alcance de 40 km. Dois alemães foram mortos e vários feridos com duas das quatro armas danificadas.   Três armas voltaram à ação em agosto, a quarta em novembro. O tiroteio naval não foi muito eficaz. 

### Representação em Londres
Como dependências autônomas da Coroa, as Ilhas do Canal não tinham representantes eleitos no Parlamento Britânico. Coube, portanto, aos evacuados e a outros ilhéus que viviam no Reino Unido antes da ocupação garantir que os ilhéus não fossem esquecidos. A Jersey Society em Londres,  que foi formada em 1896, forneceu um ponto focal para os exilados Jerseymen. Em 1943, vários homens influentes de Guernsey que viviam em Londres formaram a Sociedade de Guernsey para fornecer um ponto focal e uma rede semelhante para os exilados de Guernsey. Além do trabalho de socorro, estes grupos também realizaram estudos para planear a reconstrução económica e a reforma política após o fim da guerra. O panfleto Nos Îles publicado em Londres por um comitê de ilhéus foi influente na reforma de 1948 das constituições dos Bailiados.  Sir Donald Banks sentiu que deveria haver uma voz informada e um corpo de opinião entre homens e mulheres exilados de Guernsey que pudessem influenciar o governo britânico e ajudar as autoridades insulares após o fim das hostilidades.  Em 1942, foi abordado pelo Ministério do Interior para ver se algo poderia ser feito para transmitir uma mensagem tranquilizadora aos ilhéus, pois era sabido que, apesar de as autoridades alemãs terem proibido as rádios, a BBC ainda estava a ser captada. secretamente em Guernsey e Jersey. Foi transmitido pela BBC em 24 de abril de 1942. 
Bertram Falle, um Jerseyman, foi eleito Membro do Parlamento (MP) por Portsmouth em 1910. Eleito oito vezes para a Câmara dos Comuns, em 1934 foi elevado à Câmara dos Lordes com o título de Lord Portsea. Durante a ocupação, ele representou os interesses dos ilhéus e pressionou o governo britânico para aliviar a sua situação, especialmente depois que as ilhas foram isoladas após o Dia D. 
Comitês de emigrados ilhéus do Canal em outras partes do Império Britânico também se uniram para fornecer ajuda aos evacuados. Por exemplo, Philippe William Luce (escritor e jornalista, 1882–1966) fundou a Vancouver Channel Islands Society em 1940 para arrecadar dinheiro para os evacuados. 

## Sob cerco

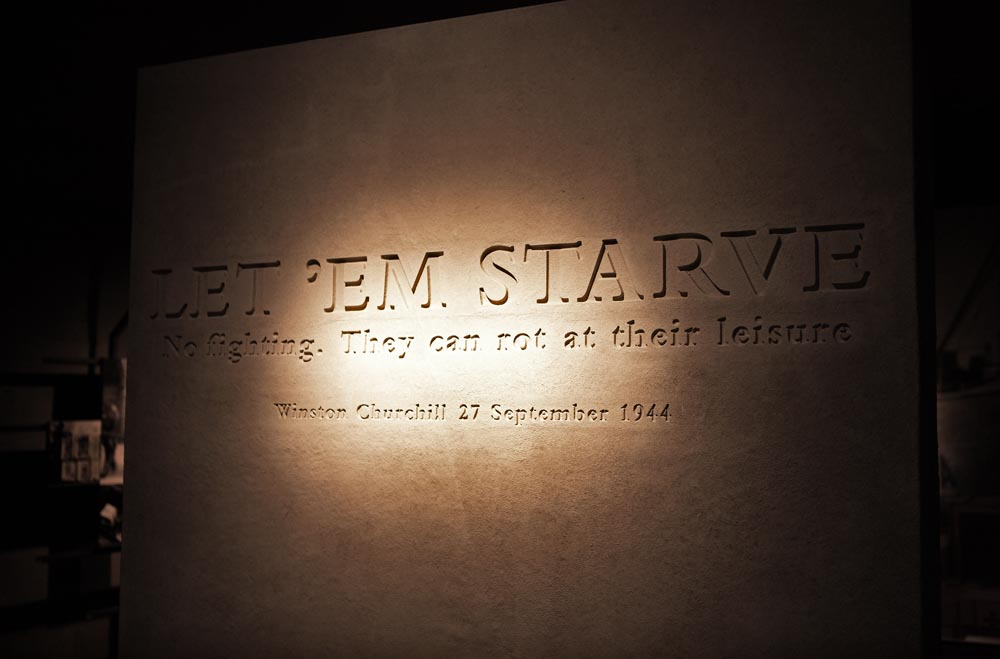
"Deixe-os morrer de fome. Sem brigas. Eles podem apodrecer quando quiserem." Winston Churchill, 27 de setembro de 1944. Esta citação é exibida nos túneis de guerra de Jersey

Durante junho de 1944, as Forças Aliadas lançaram os desembarques do Dia D e a libertação da Normandia . Eles decidiram contornar as Ilhas do Canal devido às suas pesadas fortificações. Como resultado, as linhas alemãs de abastecimento de alimentos e outros suprimentos através da França foram completamente cortadas. Os abastecimentos de alimentos dos ilhéus já estavam a diminuir, o que tornou as coisas consideravelmente piores – tanto os ilhéus como as forças alemãs estavam à beira da fome. 
Em agosto de 1944, o Ministério das Relações Exteriores alemão fez uma oferta à Grã-Bretanha, por meio da Cruz Vermelha Suíça, para a libertação e evacuação de todos os civis da Ilha do Canal, exceto os homens em idade militar. Esta não era uma possibilidade que os britânicos tinham previsto. Os britânicos consideraram a oferta, um memorando de Winston Churchill afirmando "Deixe-os morrer de fome. Eles podem apodrecer quando quiserem" ; não está claro se Churchill se referia aos alemães ou aos civis. A oferta alemã foi rejeitada no final de setembro. :155
Em setembro de 1944, um navio partiu da França para Guernsey sob bandeira branca. O americano a bordo perguntou aos alemães se eles estavam cientes da sua situação desesperadora. Os alemães recusaram-se a discutir os termos de rendição e o americano partiu. :54
Demorou meses de negociações prolongadas antes que o navio SS Vega do Comitê Internacional da Cruz Vermelha fosse autorizado a levar alívio aos ilhéus famintos em dezembro de 1944, transportando pacotes da Cruz Vermelha, sal e sabão, bem como suprimentos médicos e cirúrgicos. Vega fez mais cinco viagens às ilhas, a última após a libertação das ilhas em 9 de maio de 1945. 
O ataque a Granville ocorreu na noite de 8 para 9 de março de 1945, quando uma força de ataque alemã das Ilhas do Canal desembarcou na França ocupada pelos Aliados e trouxe suprimentos para sua base.  Granville foi o quartel-general de Dwight D. Eisenhower durante três semanas, seis meses antes. 

## Libertação

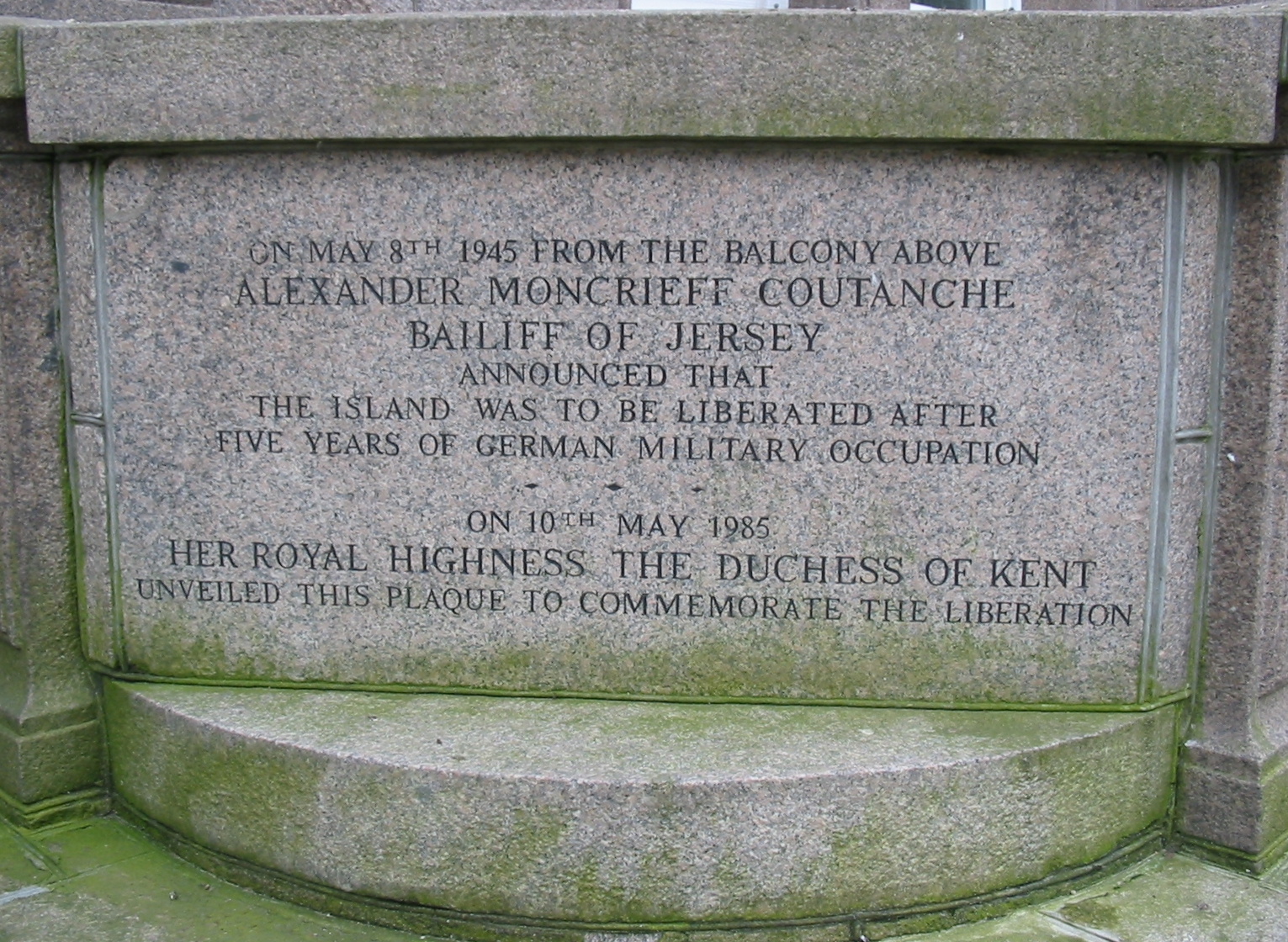
Placa na Royal Square, St Helier: Em 8 de maio de 1945, da varanda acima, Alexander Moncrieff Coutanche, oficial de justiça de Jersey, anunciou que a ilha seria libertada após cinco anos de ocupação militar alemã. Em 10 de maio de 1985, a Duquesa de Kent descerrou esta placa para comemorar a Libertação.

Embora os planos tivessem sido elaborados e propostos em 1943 pelo vice-almirante Lord Louis Mountbatten para a Operação Constellation, uma reconquista militar das ilhas, estes planos nunca foram executados. As Ilhas do Canal foram libertadas após a rendição alemã.

Em 8 de maio de 1945, às 10h00, os ilhéus foram informados pelas autoridades alemãs de que a guerra havia acabado. Churchill fez uma transmissão de rádio às 15h durante a qual anunciou que:
As hostilidades terminarão oficialmente um minuto depois da meia-noite desta noite, mas no interesse de salvar vidas o "cessar fogo" começou ontem a soar em toda a frente, e as nossas queridas Ilhas do Canal também serão libertadas hoje.

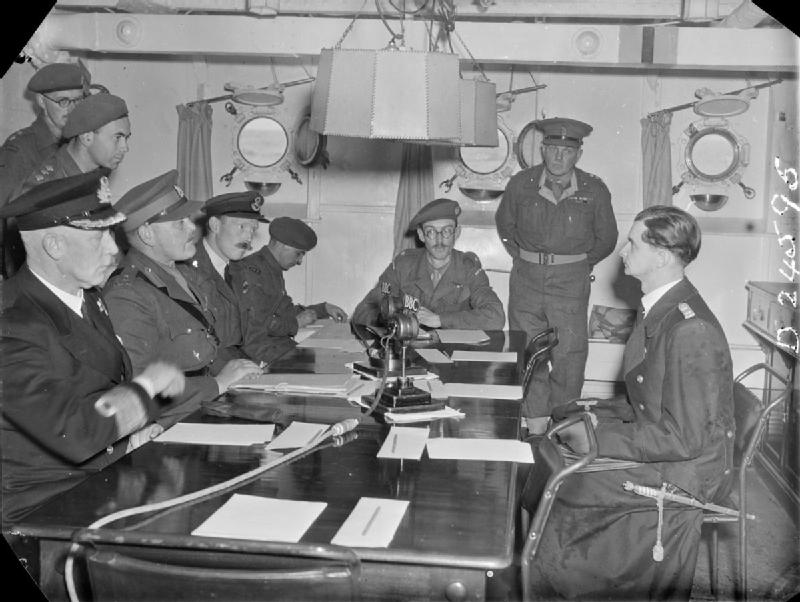
Uma cena a bordo do HMS Bulldog durante a primeira conferência com Kapitänleutnant Zimmermann antes da assinatura do documento de rendição que libertou as Ilhas do Canal em 9 de maio de 1945. Da esquerda para a direita ao redor da mesa estão: Almirante Stuart (Marinha Real), Brigadeiro General AE Snow (Emissário Chefe Britânico), Capitão H Herzmark (Corpo de Inteligência), Comandante de Ala Archie Steward (Força Aérea Real), Tenente Coronel EA Stoneman, Major John Margeson, Coronel HR Power (todos do Exército Britânico) e Kapitänleutnant Zimmermann (Kriegsmarine Alemã).

Na manhã seguinte, 9 de maio de 1945, o HMS Bulldog chegou a St Peter Port, Guernsey e as forças alemãs renderam-se incondicionalmente a bordo do navio ao amanhecer. As forças britânicas desembarcaram em St Peter Port pouco depois. 
O HMS Beagle, que partiu na mesma época de Plymouth, desempenhou um papel semelhante na libertação de Jersey. Dois oficiais da Marinha, o tenente cirurgião Ronald McDonald e o subtenente R. Milne, foram recebidos pelo capitão do porto (capitão HJ Richmond) que os acompanhou até seu escritório onde hastearam a bandeira da União, antes de também içá-la no mastro do Pomme D 'Ou hotel. Parece que o primeiro local liberado em Jersey pode ter sido a estação repetidora do British General Post Office Jersey. Warder, um atacante do GPO, ficou preso na ilha durante a ocupação. Ele não esperou que a ilha fosse libertada e foi até a estação repetidora, onde informou ao oficial alemão responsável que estava assumindo o prédio em nome dos Correios Britânicos. 
Sark foi libertado em 10 de maio de 1945 e as tropas alemãs em Alderney renderam-se em 16 de maio de 1945. Os prisioneiros de guerra alemães foram retirados de Alderney em 20 de maio de 1945, e a sua população começou a regressar em dezembro de 1945, após a limpeza ter sido realizada por tropas alemãs sob supervisão militar britânica. 

### Consequências

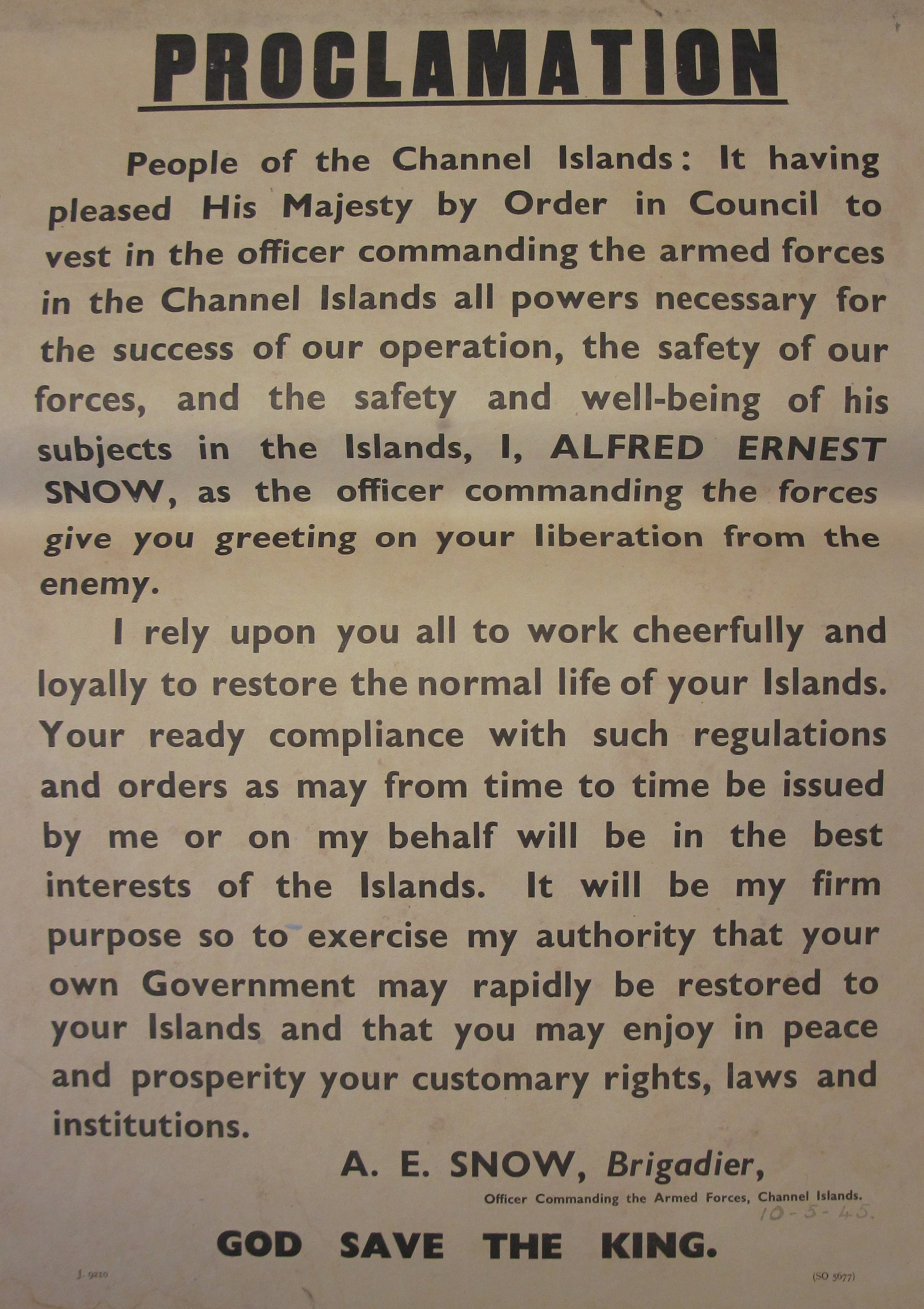
10 de maio de 1945: É proclamada a restauração da administração britânica

As principais forças de libertação chegaram às ilhas em 12 de maio de 1945. Uma Proclamação Real lida pelo Brigadeiro Alfred Snow em Guernsey e Jersey conferiu-lhe a autoridade do governo militar. O governo britânico planejou o alívio e a restauração da ordem nas ilhas. Alimentos, roupas, panelas, frigideiras e utensílios domésticos foram armazenados para abastecer imediatamente os ilhéus. Foi decidido que, para minimizar a perturbação financeira, os Reichsmarks continuariam em circulação até que pudessem ser trocados por libras esterlinas. 
Em Sark, a Dama ficou no comando dos 275 soldados alemães na ilha até 17 de maio, quando foram transferidos como prisioneiros de guerra para a Inglaterra. O Ministro do Interior do Reino Unido, Herbert Morrison, visitou Guernsey em 14 de Maio e Jersey em 15 de Maio e ofereceu uma explicação pessoalmente aos Estados em ambos os bailiwicks sobre a razão pela qual se considerou que era do interesse das ilhas não defendê-las em 1940 e não usar a força para libertá-los após o Dia D. 
Em 7 de junho, o Rei e a Rainha visitaram Jersey e Guernsey para dar as boas-vindas às possessões mais antigas da Coroa "de volta à liberdade". 
Uma vez que a situação nas ilhas era em grande parte desconhecida e havia incerteza quanto à extensão da resistência das forças alemãs, os Regulamentos de Defesa (Ilhas do Canal) de 1944 conferiram amplos poderes administrativos ao governador militar. Como se descobriu que a rendição alemã foi inteiramente pacífica e a ordem civil e ordenada foram mantidas, estes regulamentos foram usados apenas para fins técnicos, como reverter para o Horário de Greenwich. Cada bailiwick foi deixado a fazer os seus próprios regulamentos, conforme necessário. A situação de regularização retrospectiva da legislação aprovada sem o consentimento real teve de ser resolvida. O Brigadeiro Snow assinou regulamentos em 13 de junho (promulgados em 16 de junho) para renovar ordens em Jersey e decretos em Guernsey como se não tivesse havido interrupção na sua validade técnica. O período de governo militar durou até 25 de agosto de 1945, quando foram nomeados novos vice-governadores em cada bailiwick. 
Após a libertação de 1945, foram investigadas alegações de colaboração com as autoridades de ocupação. Em Novembro de 1946, o Ministro do Interior do Reino Unido estava em posição de informar a Câmara dos Comuns  que a maioria das alegações carecia de substância e apenas 12 casos de colaboração foram considerados para acusação, mas o Diretor do Ministério Público descartou a possibilidade de acusação em motivos insuficientes. Em particular, foi decidido que não havia fundamentos legais para proceder contra aqueles que alegadamente teriam informado as autoridades de ocupação contra os seus concidadãos.  Os únicos julgamentos relacionados com a ocupação das Ilhas do Canal a serem conduzidos ao abrigo da Lei da Traição de 1940 foram contra indivíduos entre aqueles que vieram da Grã-Bretanha para as ilhas em 1939-1940 para trabalho agrícola. Estes incluíam objectores de consciência associados à Peace Pledge Union e pessoas de origem irlandesa.  Em dezembro de 1945, uma lista de honras britânicas foi anunciada para reconhecer um certo número de ilhéus proeminentes pelos serviços prestados durante a ocupação. 

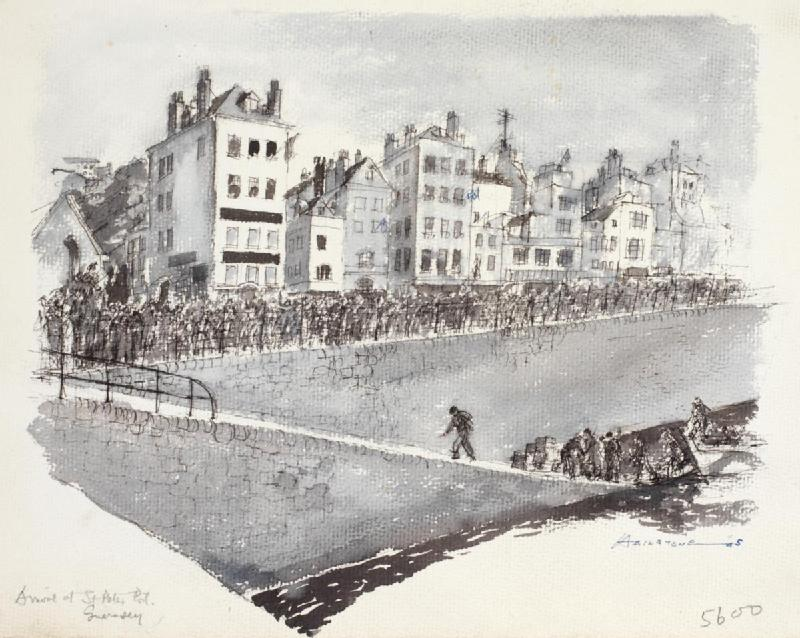
Chegada das tropas britânicas a St Peter Port, Guernsey, em maio de 1945

Em Jersey e Guernsey, foram aprovadas leis   para confiscar retrospectivamente os ganhos financeiros obtidos pelos aproveitadores da guerra e pelos comerciantes do mercado negro, embora estas medidas também afetassem aqueles que obtiveram lucros legítimos durante os anos de ocupação militar.
As mulheres que confraternizaram com soldados alemães eram conhecidas como "Jerry-bags". Isto despertou indignação entre alguns cidadãos. Nas horas que se seguiram à libertação, os membros das forças libertadoras britânicas foram obrigados a intervir para evitar ataques de vingança. 
Durante dois anos após a libertação, Alderney funcionou como uma fazenda comunitária. Os artesãos eram pagos pelos seus empregadores, enquanto outros eram pagos pelo governo local com o lucro das vendas de produtos agrícolas. Os lucros restantes foram reservados para reembolsar o governo britânico pela reparação e reconstrução da ilha. Como resultado do ressentimento da população local por não ter permissão para controlar suas próprias terras, o Ministério do Interior abriu um inquérito que levou à "Lei do Governo de Alderney de 1948", que entrou em vigor em 1 de janeiro de 1949. A lei previa Estados eleitos de Alderney, um sistema de justiça e, pela primeira vez em Alderney, a imposição de impostos. Devido à pequena população de Alderney, acreditava-se que a ilha não poderia ser autossuficiente na gestão do aeroporto e do porto, bem como na prestação de um nível aceitável de serviços. Os impostos foram, portanto, recolhidos nos fundos gerais de receitas do Bailiado de Guernsey (à mesma taxa de Guernsey) e administrados pelos Estados de Guernsey. Guernsey tornou-se responsável por muitas funções e serviços governamentais.
Particularmente em Guernsey, que evacuou a maioria das crianças em idade escolar antes da ocupação, a ocupação enfraqueceu a cultura indígena da ilha. Muitos sentiram que as crianças “saíram como Guerns e voltaram como inglesas”. Isto foi particularmente sentido na perda do dialecto local – as crianças que eram fluentes em Guernésiais quando partiram, descobriram que após cinco anos de não uso tinham perdido grande parte da língua.
Os equipamentos e fortificações alemães abandonados representavam um grave risco de segurança e ocorreram muitos acidentes após a ocupação, resultando em várias mortes. Muitos dos bunkers, baterias e túneis ainda podem ser vistos hoje. Alguns foram restaurados, como Battery Lothringen e Ho8, e estão abertos à visitação do público em geral. Após a ocupação, os ilhéus usaram algumas das fortificações para outros fins, mas a maioria foi destruída em sucata (e por caçadores de souvenirs) e deixada abandonada. Um bunker foi transformado em incubatório de peixes e um grande complexo de túneis foi transformado em fazenda de cogumelos.
As ilhas estavam seriamente endividadas, com os governos das ilhas devendo mais de £ 10.000.000, :200 tendo tido que pagar pelos navios de evacuação, os custos incorridos pelos evacuados no Reino Unido, o custo das "forças de ocupação", sendo salários, alimentação, alojamento e transporte, bem como o custo de fornecer serviços domésticos aos alemães, fornecendo trabalho civil para os ilhéus e que precisam de pagar pela reconstrução e compensação após a guerra. As receitas fiscais caíram drasticamente durante o período da guerra. Finalmente, os agora inúteis Reichsmarks de Ocupação e os depósitos bancários em RM foram convertidos de volta para libras esterlinas à taxa de 9,36RM para £1. :307 Parte desta dívida foi paga por um "presente" do governo do Reino Unido de £ 3.300.000, que foi usado para reembolsar os ilhéus que sofreram danos e perdas. Além disso, o custo de manutenção dos evacuados, estimado em £ 1.000.000, foi amortizado pelo governo. :214 Como na década de 1940 era possível comprar uma casa por £ 250, o presente equivalia ao valor de 17.000 casas.

### Julgamentos de crimes de guerra
Após a Segunda Guerra Mundial, um processo de corte marcial foi preparado contra o ex-SS Hauptsturmführer Max List (o ex-comandante dos Lagers Norderney e Sylt), citando atrocidades em Alderney.  Ele não foi julgado e acredita-se que tenha vivido perto de Hamburgo até sua morte na década de 1980.  Ao contrário do resto da Europa, os colaboradores alemães que deram informações que levaram à deportação da população judaica da ilha para Belsen e Auschwitz nunca foram punidos pelo governo britânico. 

## Legado

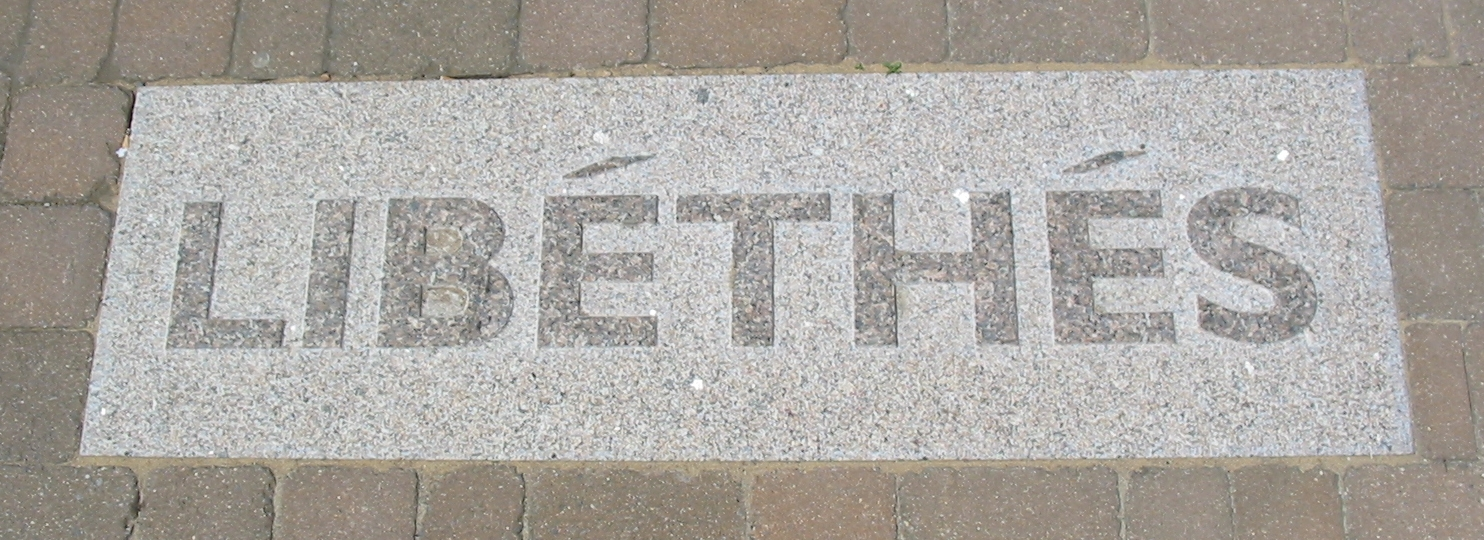
Uma inscrição, onde se lê "Liberado" em Jèrriais, foi instalada em La Pièche dé l'Av'nîn em St. Helier para marcar o 60º aniversário da Libertação em 2005

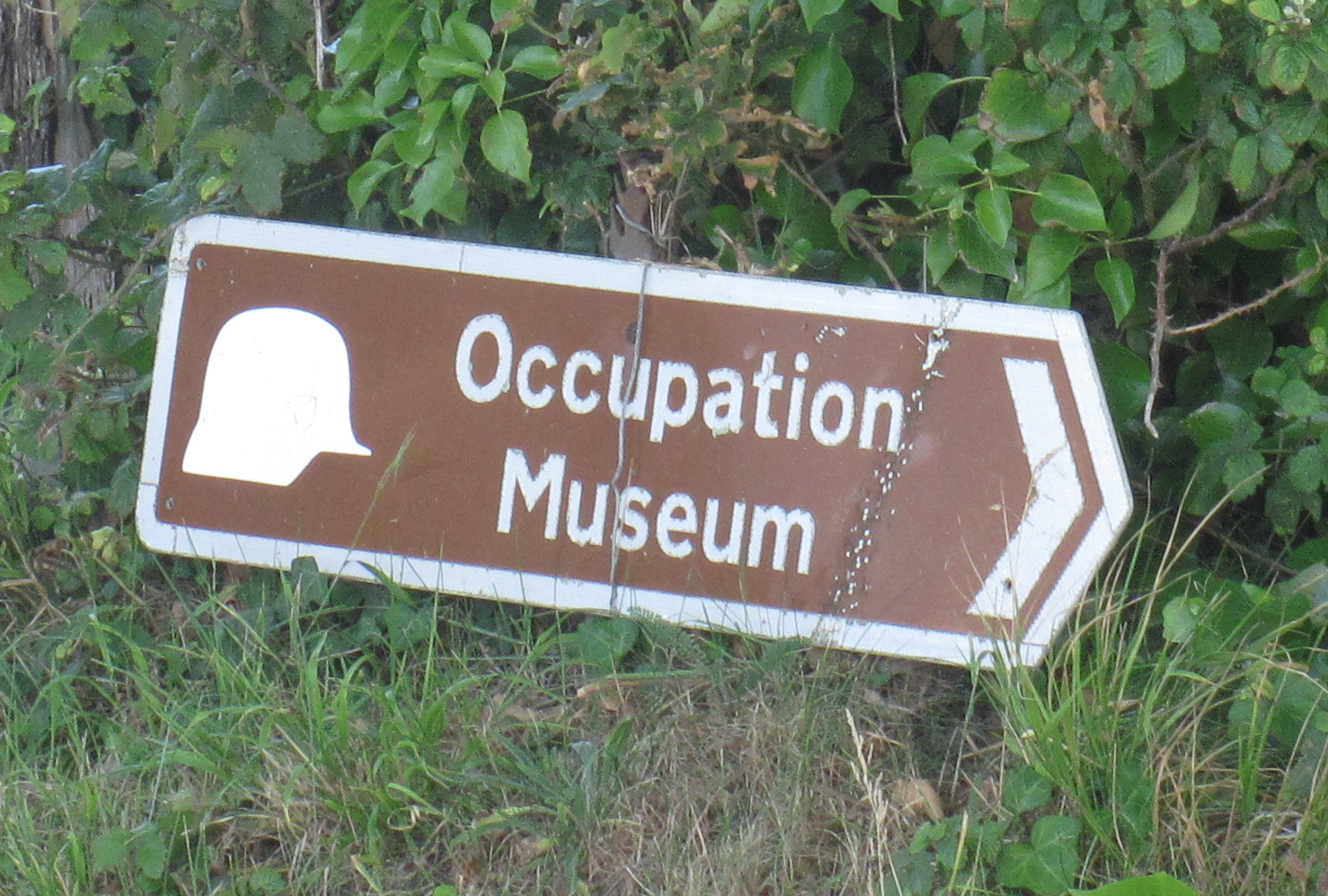
Placa do Museu da Ocupação Alemã em Guernsey

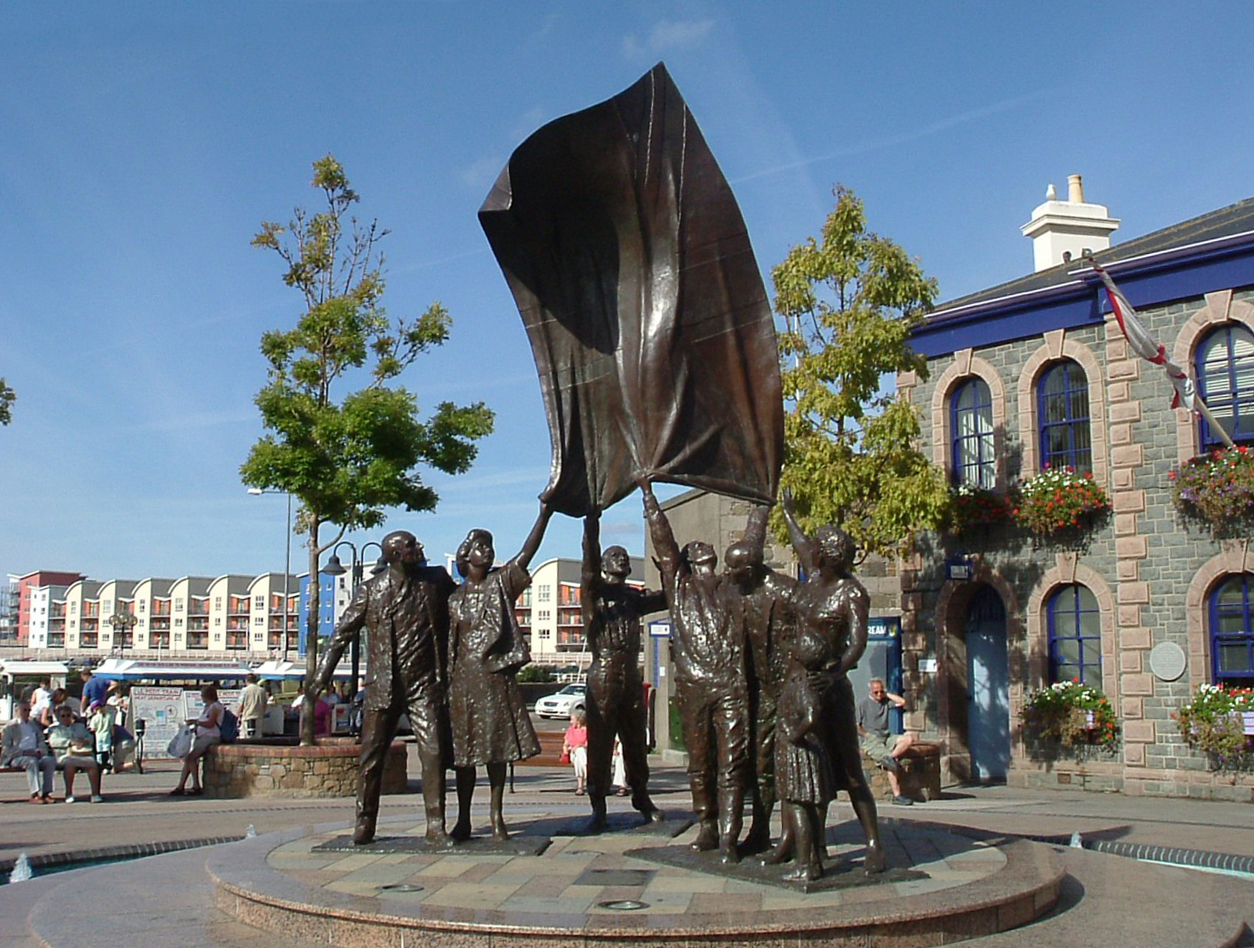
Estátua na Praça da Libertação, Jersey

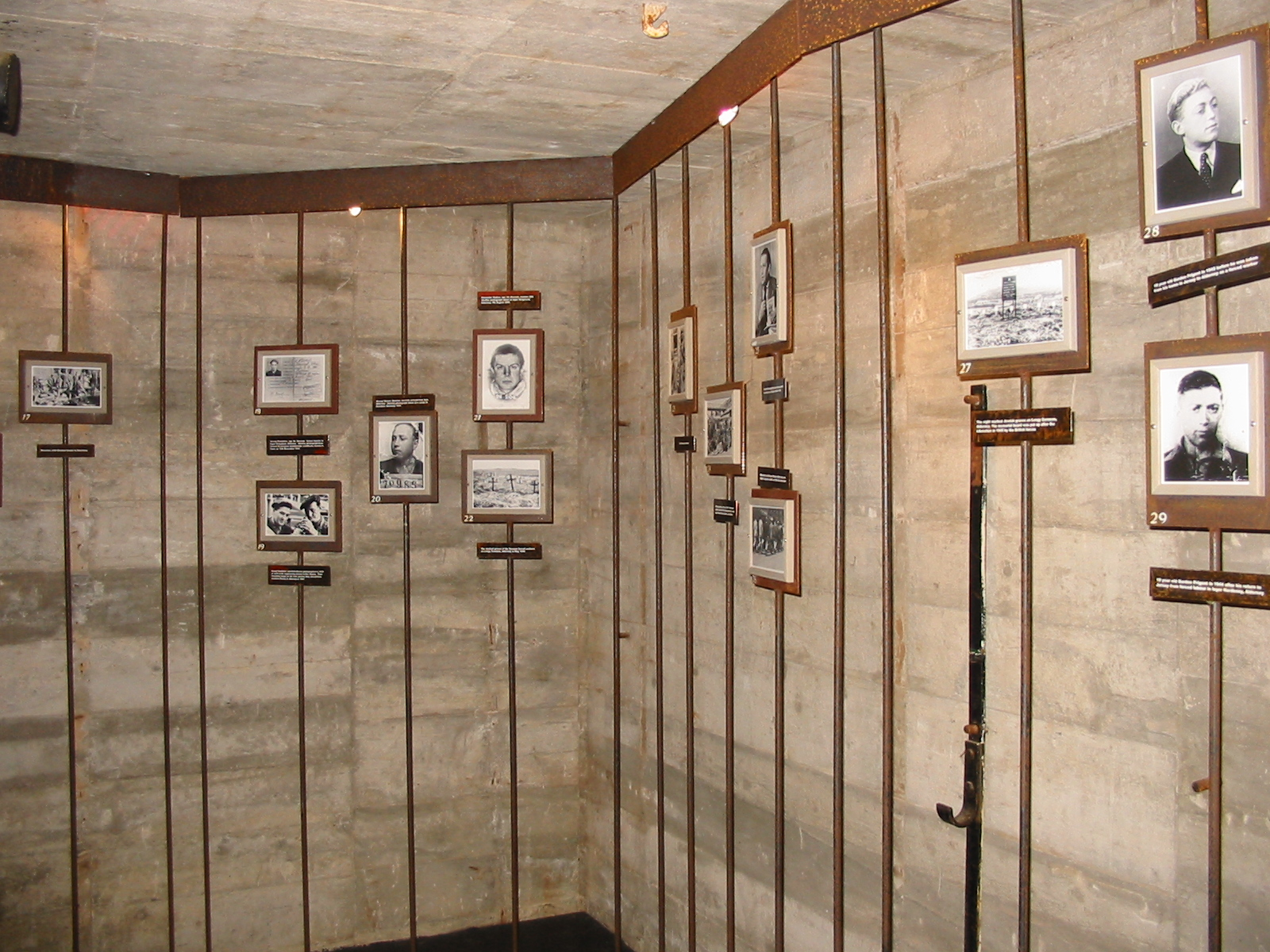
Um bunker de comando subterrâneo, construído em La Hougue Bie, em Jersey, abriga agora uma exposição em homenagem aos trabalhadores de toda a Europa forçados a construir defesas durante a ocupação

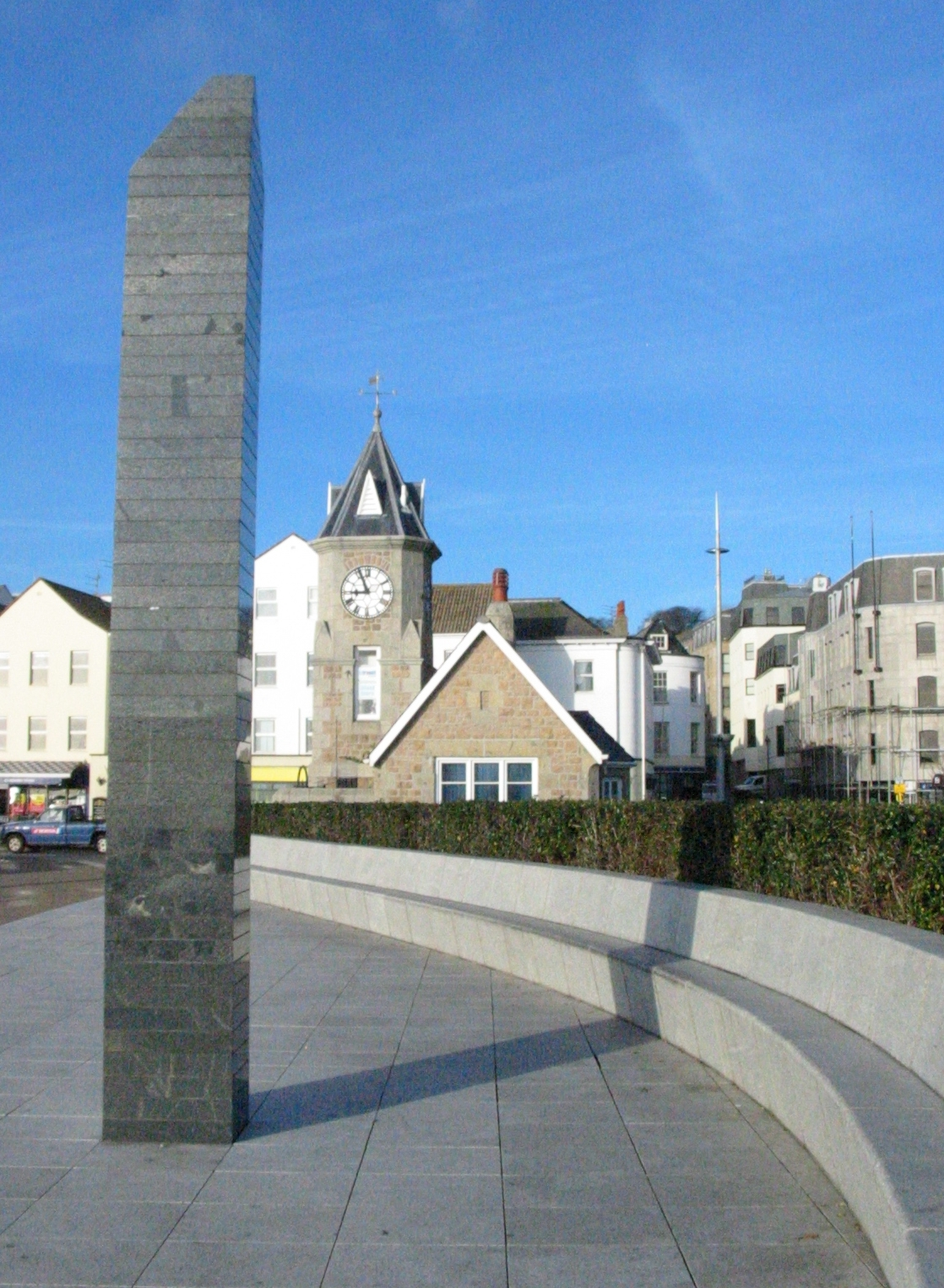
Monumento da Libertação, La Piaeche d'la Libérâtiaon, Saint Peter Port, Guernsey

- Desde o fim da ocupação, o aniversário do Dia da Libertação foi comemorado em Jersey e Guernsey em 9 de maio como feriado nacional (ver Dia da Libertação (Jersey)); Sark marca o Dia da Libertação em 10 de maio. [143] Em Alderney não havia população local oficial a ser libertada, então Alderney celebra o "Dia do Regresso a Casa" em 15 de dezembro para comemorar o retorno da população evacuada. O primeiro carregamento de cidadãos evacuados de Alderney retornou neste dia. [144]
- A Sociedade de Ocupação das Ilhas do Canal [145] [146] foi formada para estudar e preservar a história deste período.
- O Castelo Cornet foi apresentado ao povo de Guernsey em 1947 pela Coroa como um símbolo de sua lealdade durante as duas guerras mundiais. [147]
- Algumas fortificações alemãs foram preservadas como museus, incluindo os Hospitais Subterrâneos construídos em Jersey (Hohlgangsanlage 8) e Guernsey. [148]
- A Liberation Square em Saint Helier, Jersey, é hoje um ponto focal da cidade e tem uma escultura que celebra a libertação da ilha. O monumento da Libertação em Saint Peter Port, Guernsey, tem a forma de um relógio de sol monumental inaugurado em 9 de maio de 1995: o obelisco que funciona como gnômon tem 50 camadas, com as 5 superiores cortadas para representar a perda de liberdade durante cinco anos durante o ocupação – o relógio de sol é construído de tal forma que, no dia 9 de maio de cada ano, a sombra aponta para inscrições que contam a história da Libertação hora a hora. [149]
- Em Jersey, o fim da ocupação também foi marcado com uma moeda com a inscrição "Liberado em 1945". Um milhão foi produzido entre 1949 e 1952. [150]
- Em 1950, os Estados de Jersey compraram o promontório de Noirmont, local de intensa fortificação, como um memorial a todos os homens de Jersey que morreram. Uma pedra memorial foi inaugurada em Noirmont em 9 de maio de 1970 para marcar o 25º aniversário da Libertação. [151]
- Saint Helier está geminada (desde 2002) com Bad Wurzach, onde foram internados habitantes deportados das Ilhas do Canal. [152]
- Em 1966, Norman Le Brocq e outros 19 ilhéus receberam relógios de ouro da União Soviética como sinal de gratidão pelo seu papel no movimento de resistência.
- Ex-fugitivos que foram abrigados por ilhéus foram incluídos entre os convidados nas celebrações do 50º aniversário da Libertação em 1995. [153]
- Em 9 de março de 2010, o prêmio de Herói Britânico do Holocausto foi concedido postumamente a 25 indivíduos, incluindo quatro homens de Jersey, pelo governo do Reino Unido em reconhecimento aos cidadãos britânicos que ajudaram no resgate das vítimas do Holocausto. Os ganhadores de Jersey foram Albert Bedane, Louisa Gould, Ivy Forster e Harold Le Druillenec. Foi, segundo o historiador Freddie Cohen, a primeira vez que o Governo britânico reconheceu o heroísmo dos ilhéus durante a ocupação alemã. [154]

### Impacto social

#### Filhos ilegítimos
As evidências sugerem que um número significativo de crianças nasceu de pais alemães durante a ocupação. Os registos mostram que a taxa de natalidade que tinha caído no início da Segunda Guerra Mundial aumentou durante a ocupação alemã. Foi relatado que cerca de 900 desses bebês podem ter nascido somente em Jersey, embora outros tenham citado números muito mais modestos. Na época, sob a lei de Jersey, qualquer criança nascida de uma mulher casada era automaticamente registrada como sendo de seu marido, enquanto as mulheres solteiras deixavam a seção para os dados do pai em branco e não havia estruturas legais formais em torno da adoção até 1947, então a ascendência alemã de uma criança era muitas vezes um questão de especulação. Foi relatado que um funcionário do governo em Jersey disse na década de 1990 que "Muitos deles cresceram com outras famílias ou podem ter sido posteriormente adotados. Acho que no geral as crianças foram assimiladas",  Muitas foram colocadas em orfanatos enquanto houve rumores de que, de acordo com as ideias raciais do partido nazista, alguns foram levados para serem adotados na Alemanha. 

### Na mídia

#### Música
- O Liberation Jersey International Music Festival [157] foi criado em Jersey em 2008 para relembrar o período de ocupação.
- A Sonata de Fantasia para Clarinete e Piano de John Ireland (1943) foi parcialmente inspirada por sua experiência ao ser evacuado das Ilhas do Canal antes da ocupação.
- Em sua canção "Alderney", que aparece em seu álbum The Sea Cabinet, a cantora e compositora Gwyneth Herbert conta a história da evacuação repentina dos habitantes de Alderney quando a guerra estourou. Ela canta sobre as mudanças irrevogáveis introduzidas durante a ocupação nazista da ilha e seus efeitos sobre os ilhéus. [158] [159]

#### Videogames
- Guernsey ocupada aparece na Missão 5 de Sniper Elite 5. Apropriadamente chamado de Festung Guernsey. Onde o protagonista Karl Fairburne tem a tarefa de se infiltrar na Ilha para destruir o fictício Protótipo do Projeto Kraken: um submarino equipado com Stealth. Em algum ponto da missão, Fairburne também tem a tarefa de destruir a Batterie Mirus depois de ouvi-la disparar à distância. [160]

#### Televisão e cinema
- Vários documentários foram feitos sobre a ocupação, misturando entrevistas com participantes, tanto ilhéus como soldados, imagens de arquivo, fotos e manuscritos e filmagens modernas em torno das extensas fortificações ainda existentes. Esses filmes incluem:
  - In Toni's Footsteps: The Channel Island Occupation Remembered (2002) [161] [162] - documentário de 52 minutos traçando a história da ocupação após a descoberta de um caderno em um sótão em Guernsey pertencente a um soldado alemão chamado Toni Kumpel.
  - Lover Other, um documentário de 2006 sobre o artista Claude Cahun, dirigido por Barbara Hammer, apresenta a ocupação com destaque, já que Cahun morava em Jersey na época.
- Também houve dramas de televisão e cinema ambientados nas ilhas ocupadas:
  - Appointment with Venus, filme de 1951 ambientado na ilha fictícia de Armorel (baseado na ilha de Sark).
  - Triple Cross (1966) tem uma passagem ambientada em Jersey logo após o início da ocupação alemã.
  - The Blockhouse, um filme estrelado por Peter Sellers e Charles Aznavour, ambientado na França ocupada, foi filmado em um bunker alemão e no parque L'Ancresse em Guernsey em 1973. [163]
  - The Eagle Has Landed (1976), dirigido por John Sturges, teve uma passagem ambientada em Alderney onde Radl (Robert Duvall) conhece Steiner (Michael Caine).
  - Enemy at the Door, da ITV, ambientado em Guernsey e exibido entre 1978 e 1980
  - Night of the Fox (1990), da A&E, ambientado em Jersey pouco antes do Dia D em 1944.
  - O filme de 2001, Os Outros, estrelado por Nicole Kidman, foi ambientado em Jersey em 1945, logo após o fim da ocupação.
  - Island at War da ITV (2004), um drama ambientado na fictícia Ilha do Canal de St Gregory. Foi exibido pela rede de TV norte-americana PBS como parte de sua série Masterpiece Theatre em 2005.
  - Another Mother's Son, um filme de 2017 sobre Louisa Gould, escondendo um prisioneiro de guerra russo, estrelado por Jenny Seagrove como Louisa Gould e Ronan Keating como Harold Le Druillenec.
  - The Guernsey Literary and Potato Peel Pie Society (2018) do romance ambientado em 1946, composto por cartas escritas de um personagem para outro.

#### Teatro
- Uma peça de teatro, Dame of Sark, de William Douglas-Home, se passa em Sark durante a ocupação alemã e é baseada nos diários da Dama desse período. Foi televisionado pela Anglia Television em 1976, e estrelado por Celia Johnson. Foi dirigido por Alvin Rakoff e adaptado para a telinha por David Butler.
- Outra peça teatral, A Guerra de Lotty, de Giuliano Crispini, se passa nas ilhas durante a ocupação, com a história baseada em "diários inéditos". [164]

#### Romances
Os seguintes romances foram ambientados nas ilhas ocupadas pelos alemães:
- Tickell, Jerrard (1951), Appointment with Venus, London: Hodder & Stoughton, ambientado na ilha fictícia de Armorel, baseado em Alderney
- Higgins, Jack (1970), A Game for Heroes, New York: Berkley, ISBN 0-440-13262-2
- Robinson, Derek (1977), Kramer's War, London: Hamilton, ISBN 0-241-89578-2
- Trease, Geoffrey (1987), Tomorrow Is a Stranger (London: Mammoth, ISBN 0-434-96764-5) ambientado durante a ocupação de Guernsey.
- Edwards, G. B. (1981), The Book of Ebenezer Le Page (London: Hamish Hamilton, ISBN 0-241-10477-7) inclui a ocupação de Guernsey.
- Parkin, Lance (1996), Just War, New Doctor Who adventures series, Doctor Who Books, ISBN 0-426-20463-8
- Binding, Tim (1999), Island Madness, London: Picador, ISBN 0-330-35046-3
- Link, Charlotte (2000), Die Rosenzüchterin [The Rose Breeder], condensed ed., Köln: BMG-Wort, ISBN 3-89830-125-7
- Walters, Guy (2005), The Occupation, London: Headline, ISBN 0-7553-2066-2
- Shaffer, Mary Ann e Barrows, Annie (2008), The Guernsey Literary and Potato Peel Pie Society, New York: The Dial Press, ISBN 978-0-385-34099-1
- Cone, Libby (2009), War on the Margins, London: Duckworth, ISBN 978-0-7156-3876-7
- Andrews, Dina (2011), Tears in the Sand, Trafford, ISBN 978-1-4269-7006-1
- Horlock, Mary (2011), The Book of Lies, Canongate, ISBN 978-1-84767-885-0
- Lea, Caroline (2016), When The Sky Fell Apart, Text Publishing Company, ISBN 978-1-9252-4074-0
- Hanley, John F (2012), Against The Tide, Matador, ISBN 978-1-78088-298-7
- Hanley, John F (2013), The Last Boat, Matador, ISBN 978-1-78306-047-4
- Hanley, John F (2015), Diamonds For The Wolf, Amazon, ISBN 978-1-51711-409-1

#### Jornais
- Bachmann, K M (1972), The Prey of an Eagle, Guernsey: Burbridge. Um registro pessoal da vida familiar durante a ocupação alemã de Guernsey, 1940–1945.